# Bad Cannstatt
Koordinaten: 48° 48′ N, 9° 13′ O
Bad Cannstatt (bis 1933 Cannstatt, früher offiziell auch Kannstadt (um 1900), Canstatt oder Cannstadt) ist der einwohnerstärkste und älteste Stadtbezirk der baden-württembergischen Landeshauptstadt Stuttgart. Bad Cannstatt liegt beiderseits des Neckars und wurde bereits in der Römerzeit gegründet.

## Übersicht

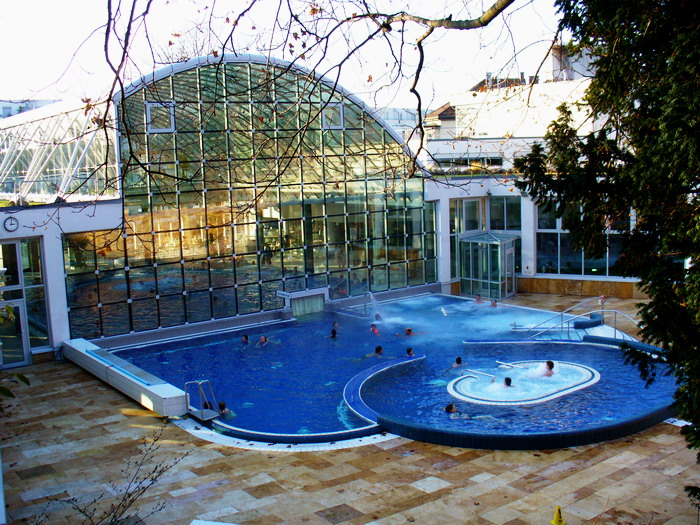
Mineral-Thermalbad Cannstatt

Abgesehen vom Botanisch-Zoologischen Garten Wilhelma, den 19 Mineralquellen („Sauerwasserstadt“) und den Kurbetrieben ist Bad Cannstatt bekannt für das alljährlich im Herbst auf dem Cannstatter Wasen stattfindende Cannstatter Volksfest, die MHPArena (Heimspielstätte des VfB Stuttgart), die Hanns-Martin-Schleyer-Halle und die Porsche-Arena.
Dank Gottlieb Daimler gilt Cannstatt als Geburtsort von Motorrad und Automobil. Außerdem fuhr in Cannstatt die erste württembergische Eisenbahn sowie die erste motorisierte Straßenbahn der Welt (siehe Geschichte).
Bad Cannstatt besitzt nach Újbuda, dem XI. Bezirk von Budapest, das zweitgrößte Mineralwasservorkommen Europas (siehe auch Städtepartnerschaft). Die Mineralquellen in Stuttgart-Bad Cannstatt und Berg waren schon den Römern bekannt und wurden von ihnen genutzt. 22 Millionen Liter tägliche Quellschüttung gehört zu den ergiebigsten Westeuropas. In Stuttgart sprudeln auch die zweitgrößten Thermalquellen Europas. Von 19 Mineralquellen sind 11 als Heilquellen staatlich anerkannt. Die Mombachquelle ist der einzige Quelltopf in Bad Cannstatt, wo Mineralwasser drucklos in großen Mengen aus dem Boden austritt; das Mineralwasser wird in den benachbarten Bädern sowie in der Wilhelma verwendet.
Scherzhaft ist auch heute noch anstatt der korrekten Bezeichnung Stuttgart-Bad Cannstatt von Stuttgart bei Cannstatt die Rede, da die Landeshauptstadt im Talkessel des Nesenbachs auf der anderen Seite des Neckars erst wesentlich später gegründet wurde und Cannstatt bis zur Vereinigung 1905 als Oberamtsstadt selbstständig war.
Als Neckname werden die Cannstatter auch „Mondlöscher“ genannt; dies geht auf einen Fehlalarm der Cannstatter Feuerwehr am Karsamstag 1887 zurück, der durch den Vollmond ausgelöst worden war.

## Geschichte

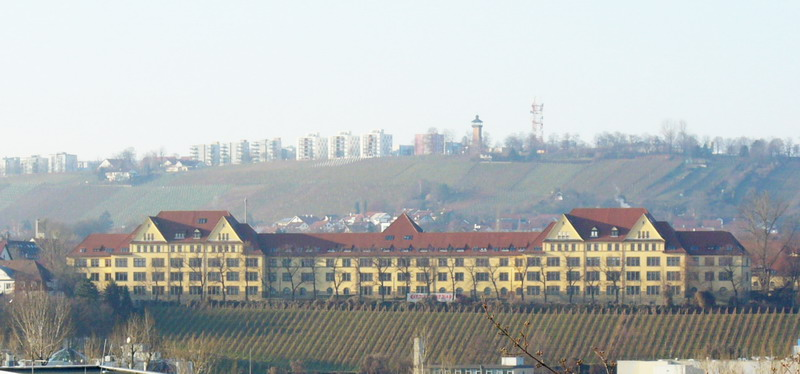
Cannstatter Reiterkaserne

### Vorgeschichte
Bereits in der letzten Eiszeit wurde die Gegend um den Seelberg von Mammutjägern als Lagerstätte genutzt, wie Funde im Travertinsteinbruch an der heutigen Seelbergstraße ergaben. Der Steinbruch wurde bereits im 18. Jahrhundert ausgebeutet. Heute befindet sich dort ein modernes Einkaufszentrum. In vorrömischer Zeit gab es auf dem Hallschlag auf dem Gelände der Reiterkaserne eine keltische Siedlung, deren Name nicht überliefert ist.

### Römisches Kastell Stuttgart-Bad Cannstatt
In römischer Zeit war Cannstatt eine bedeutende Stadt, vermutlich sogar der Hauptort einer Civitas. Die Gegend kam um das Jahr 90 unter römische Herrschaft. Wurde früher das Jahr 85 n. Chr. als Gründungszeitpunkt vermutet, so gibt es in der neueren Literatur seit den 1990er Jahren Ansätze, eher das Jahr 98 n. Chr. als Beginn der römischen Präsenz in diesem Raum anzunehmen. Die Diskussion ist aber noch nicht abgeschlossen.
In Cannstatt errichteten die Römer auf der Altenburg im Cannstatter Stadtteil Hallschlag ein Reiterkastell (Alenkastell, vgl. Ala). Hier lag mit der Ala I Scubulorum eine der stärksten römischen Militäreinheiten zwischen den römischen Legionslagern Mainz und Augsburg. Das Kastell bestand bis zur Vorverlegung des Neckar-Odenwald-Limes um rund 30 Kilometer nach Osten, wahrscheinlich im Jahre 159 n. Chr. Auch als Zivilsiedlung war das römische Cannstatt bedeutend. Streufunde belegen eine Größe von mindestens 19 Hektar. Damit war Cannstatt eine der größten römischen Städte im heutigen Baden-Württemberg nach Ladenburg und Rottenburg, etwa gleichauf mit Wimpfen, Rottweil und Heidenheim an der Brenz. Allerdings sind römische Großbauten (Wasserleitungen, Thermen, Theater, Stadtmauer, Forumsbauten o. ä.) bis heute nicht nachgewiesen. Zu dem Dorf gehörte eine größere zivile Ziegelei, die neben Töpferwaren auch anspruchsvolle Baukeramik produzierte. Das Ende des römischen Cannstatt kam mit dem großen Alemanneneinfall von 259/260 n. Chr. Der lateinische Name der Stadt ist unbekannt.

### Mittelalter bis zur Gegenwart
In den Metzer Annalen des frühen 9. Jahrhunderts wird Cannstatt im Zusammenhang mit den Ereignissen von 746 (s. u.) „condistat“ geschrieben. Für diesen Namen gibt es kaum eine plausible germanische, aber naheliegende lateinische Etymologien (vgl. lat. „condita“ = die Gegründete). Von daher stammt die Hypothese, der lateinische Name der Stadt könne mit Condi- begonnen haben. Der Archäologe C. S. Sommer wiederum identifiziert Cannstatt mit der „Civitas Aurelia G“, die in einer bei Öhringen gefundenen römischen Inschrift erwähnt wird. Auch eine keltische Herkunft wird vorgeschlagen: der Name soll sich aus *Kondâti- (keltisch: „Zusammenfluss“) zu alemannisch *Chandez entwickelt haben, das später verdeutlichend um stat ergänzt wurde. Gestützt wird diese These durch weitere, mutmaßlich keltische Ortsbezeichnungen in der näheren Umgebung (ehemalige Burg Brie, Prag-Sattel und Burg Wirtemberg).

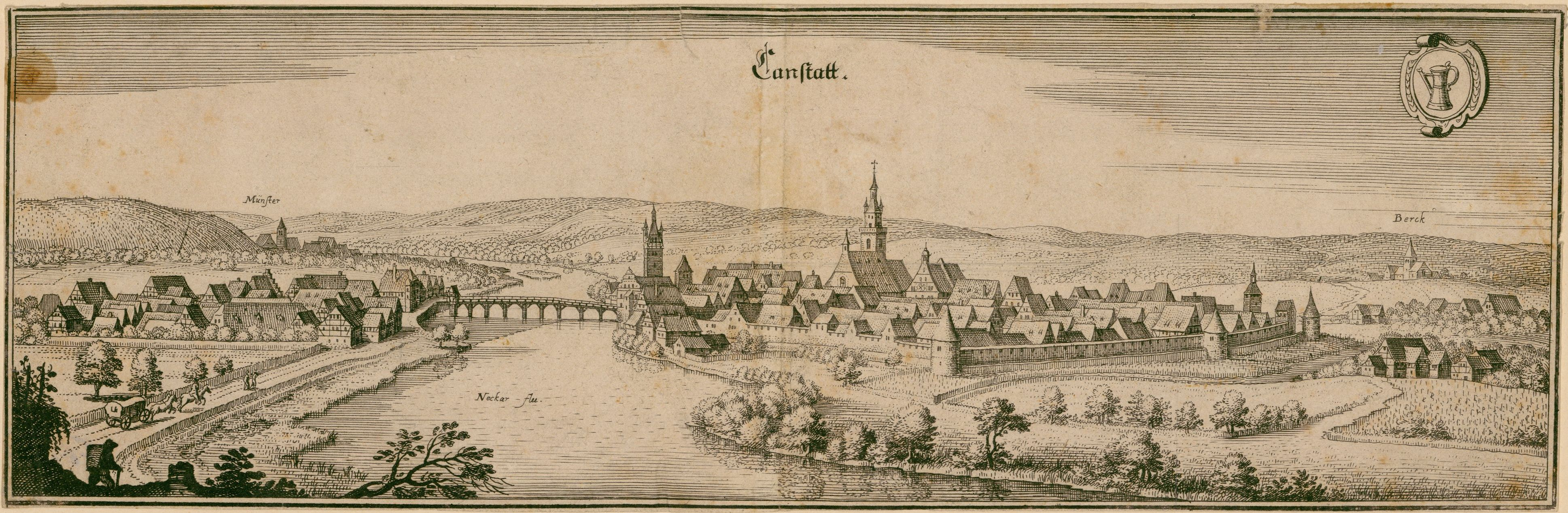
Cannstatt 1643, Merian

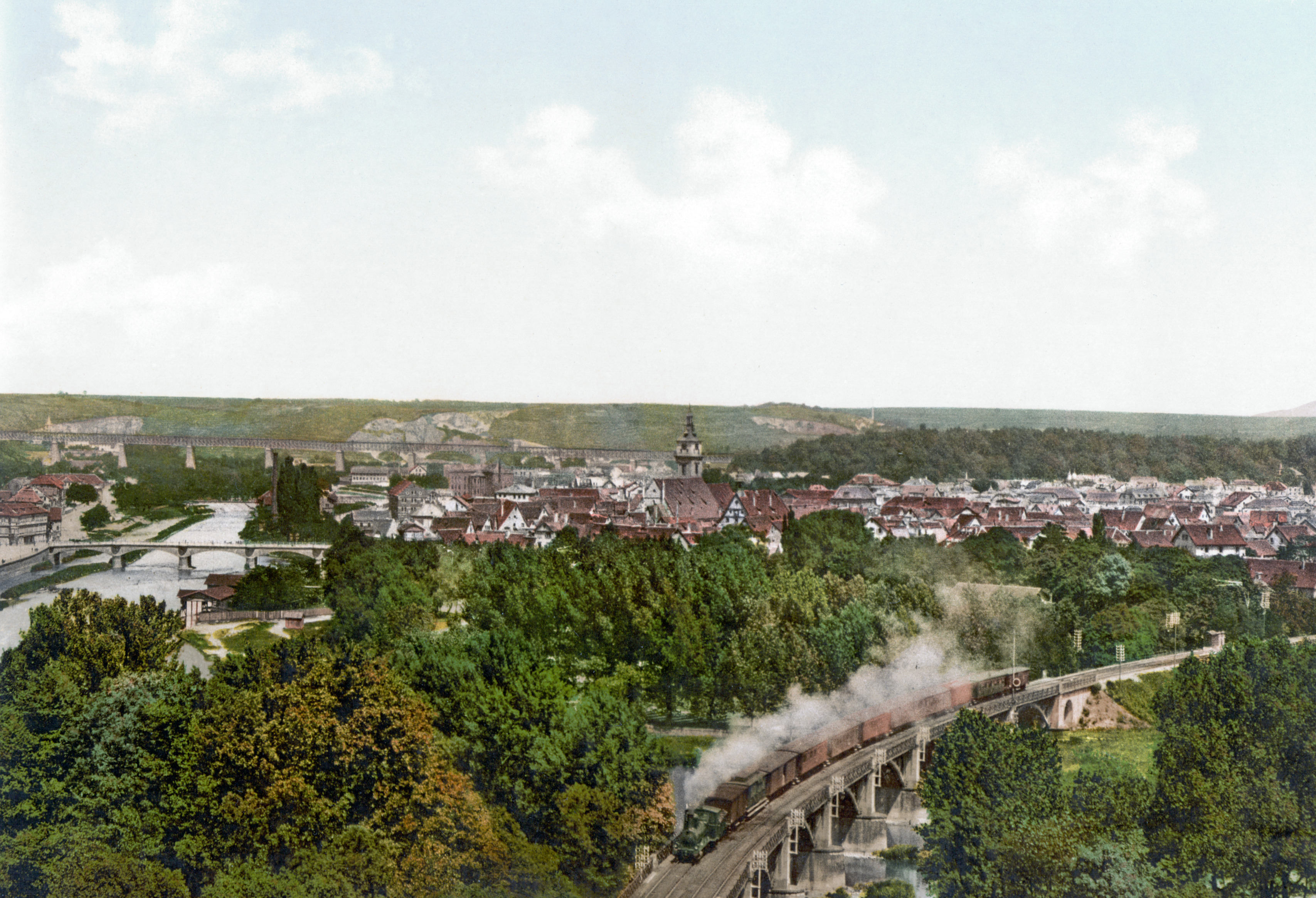
Cannstatt um 1900

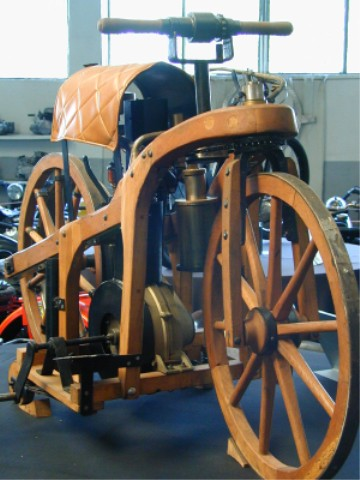
Daimlers Reitwagen von 1885

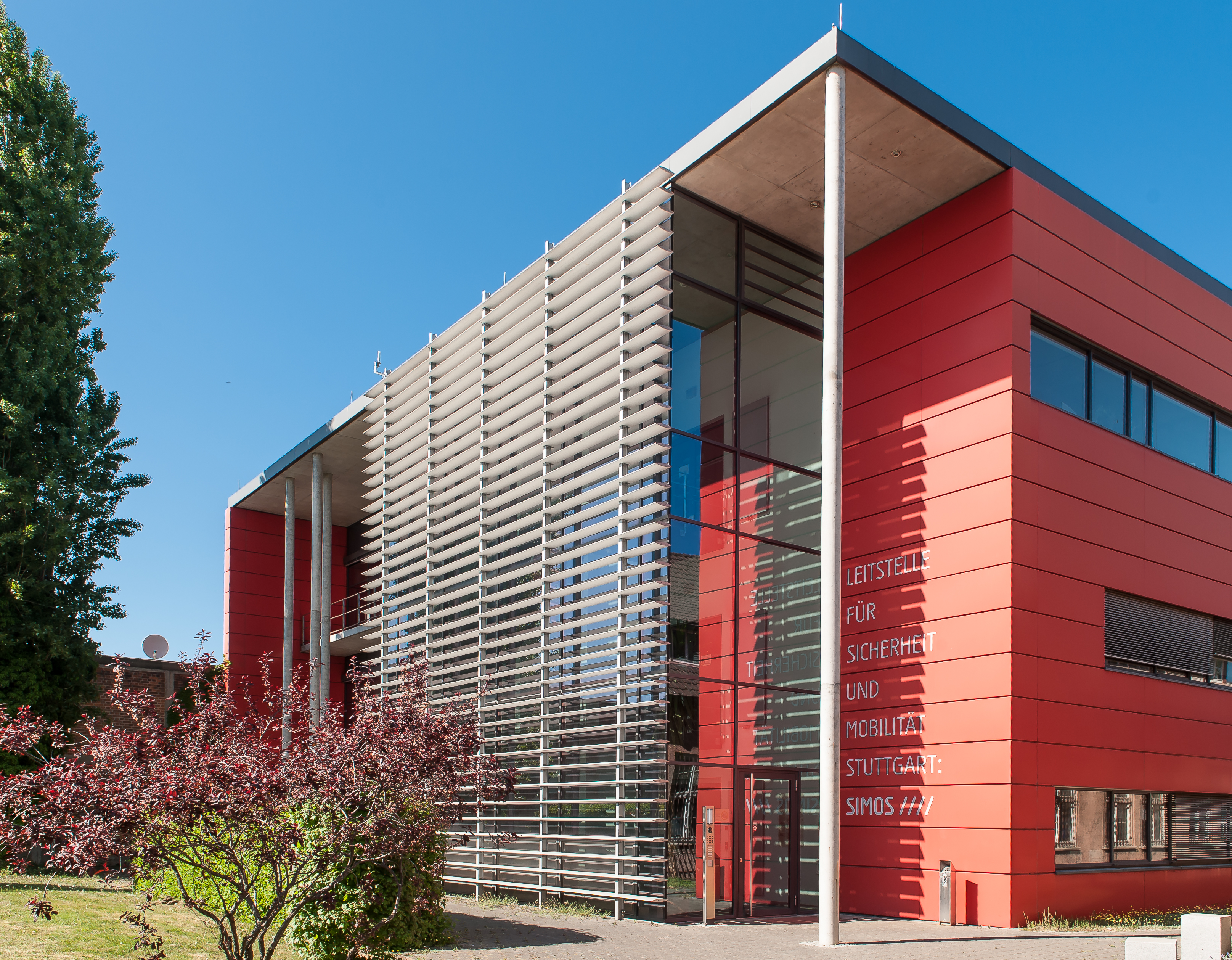
SIMOS, Leitstelle für Sicherheit und Mobilität Stuttgart

Aus der Völkerwanderungszeit fehlen Nachrichten über Cannstatt. Man kann aber davon ausgehen, dass an dem günstig gelegenen Platz kontinuierlich eine städtische Siedlung bestand. Dafür sprechen auch die sehr frühen Erwähnungen des 8. Jahrhunderts.
Cannstatt wurde um das Jahr 700 in einer Schenkungsurkunde an das Kloster St. Gallen erstmals urkundlich erwähnt. 708 wurde die Siedlung erstmals als „Canstat ad Neccarum“ bezeichnet. Das sogenannte Blutgericht zu Cannstatt im Jahr 746, bei dem Karl Martells Sohn Karlmann fast die ganze Führungsschicht der Alamannen tötete, bedeutete das Ende von Theudebalds Macht. Gleichzeitig hatten die karolingischen Hausmeier endgültig über die Alamannen gesiegt. Die Stadt wurde 1330 durch Kaiser Ludwig IV. (der Bayer) erhoben. In und um Cannstatt entstanden einige Burgen: Die Altenburg, an die noch heute die Altenburger Steige erinnert; die Burg Brie im Bereich der Martinskirche und die Burg Berg jenseits des Neckar. Im 15. Jahrhundert versuchten die Grafen von Württemberg, den Neckar bis Cannstatt schiffbar zu machen. Allerdings scheiterte das Vorhaben am hartnäckigen Widerstand der damaligen Reichsstadt Heilbronn. Zwar kam 1557 mit Hilfe Kaiser Karl V. ein Vergleich zustande, aber die Schiffbarmachung des Neckars zwischen Cannstatt und Heilbronn wurde erst 1713 abgeschlossen. Gleichzeitig wurde der erste Cannstatter Hafen am Mühlgrün durch Herzog Eberhard Ludwig von Württemberg eingeweiht. Auf dem Mühlgrün-Gelände war 1605 auch die große Cannstatter Stadtmühle errichtet worden, die am Ende des 19. Jahrhunderts abgerissen und durch einen nahegelegenen Neubau ersetzt wurde.
Die Oberamtsstadt Cannstatt blühte im 18. und insbesondere auch im 19. Jahrhundert zu Zeiten des Königreichs Württemberg als Kur- und Erholungsort für viele prominente und gutsituierte Gäste auf, unter ihnen beispielsweise Honoré de Balzac. Am 22. Oktober 1845 fuhr der erste Zug der neuen württembergischen Eisenbahn vom Cannstatter Bahnhof nach Untertürkheim.
1862 gründete Charles Terrot zusammen mit dem Kaufmann Wilhelm Stücklen in Cannstatt die Firma „Stücklen u. Terrot“ zur Herstellung von Textilmaschinen, die ab 1878 unter „C. Terrot“ firmierte. 2008 begann man mit dem Abriss der Terrot-Werke; die Firma ist nach Chemnitz umgezogen. Der „Reitwagen“ von Gottlieb Daimler fuhr 1885 als erstes Motorrad der Welt durch Cannstatt. 1876 wurde eine neue Synagoge für die in den folgenden Jahren bis zu 500 Personen umfassenden jüdischen Gemeinde in Cannstatt erbaut. In der Zeit trugen jüdische Unternehmer wesentlich zur Industrialisierung der Stadt bei. So wurden u. a. seit 1863 die Bettfedernfabrik Straus & Cie. sowie 1882 die Korsettenfabrik Sigmund Lindauer u. Cie. gegründet, ein weltweit führendes Unternehmen der Korsettindustrie – bereits 1865 gegründet als H. Guttman & Co. – wurde ab 1938 unter Wilhelm Meyer-Ilschen weitergeführt. Am 10. November 1938 wurde die Synagoge durch die Feuerwehr unter SA-Regie niedergebrannt. Seit 1961 erinnert ein von Herbert Gebauer geschaffener Gedenkstein an dieses Geschehen. 1952 wurde auf dem israelitischen Teil des neuen „Zentralfriedhofs“ ein Stein aus dem Lager Föhrenwald als Gedenkstein für die Opfer der Konzentrationslager aufgestellt.
Am 10. November 1885 fuhr Paul Daimler mit dem ersten „Reitwagen“ seines Vaters mit eingebauter „Standuhr“ von Cannstatt nach Untertürkheim. Ein Jahr später befuhr Gottlieb Daimler mit seinem vierrädrigen Motorfahrzeug die Straßen in Cannstatt. 1887 ließ er die erste motorisierte Straßenbahn der Welt zwischen Kursaal und Wilhelmsplatz verkehren. Am 10. August 1888 erhebt sich zum ersten Mal Daimlers motorisiertes Luftschiff vom Cannstatter Seelberg bis nach Kornwestheim. Der Pilot war ein Mechaniker von Gotthilf Wirsum aus Dresden. Die Cannstatter Firma ASTO, (Erste Württembergische Locomobilfabrik Assmann & Stockder GmbH) stellte ab 1901 unter anderem Dampf-Lokomobile für die Landwirtschaft her. Bad Cannstatt war im 19. und 20. Jahrhundert ein bedeutender Standort für weitere Maschinenbau-Unternehmen wie die Friedrich Hesser, Maschinenfabrik, Hildt & Metzger und die Fortuna-Werke.
Am 1. April 1905 wurde die Oberamtsstadt Cannstatt mit der Residenzstadt Stuttgart vereinigt, aber nicht eingemeindet. Die Nationalsozialisten übernahmen am 30. Januar 1933 die Regierung und Cannstatt erhielt den Titel „Bad“.
Im Februar 2006 öffnete das Einkaufszentrum Cannstatter Carré mit 40 Geschäften auf dem ehemaligen Werksgelände der Trafo-Union. Die Baukosten betrugen 100 Millionen Euro. Einen Monat später wurde auf dem Gelände der Hauptfeuerwache Bad Cannstatt die „Leitstelle für Sicherheit und Mobilität Stuttgart-SIMOS“ in Betrieb genommen. Hier werden alle Notrufe Stuttgarts für Feuerwehr und Rettungsdienst koordiniert sowie die zentrale Steuerung der Lichtzeichenanlagen durchgeführt.

### Oberamt Cannstatt
1624 bestand der Amtsbezirk Cannstatt aus den Orten: Cannstatt, Fellbach, Hedelfingen, Münster, Obertürkheim, Rohracker, Rommelshausen, Rothenberg, Sillenbuch, Uhlbach und Untertürkheim. Die Gemeinden Kornwestheim und Zuffenhausen wurden 1718 an Ludwigsburg abgegeben. Dafür kam 1718 Feuerbach (bis 1736) dazu, Weil im Dorf (bis 1807) und Schmiden hinzu. 1737 erhielt Cannstatt Beutelsbach hinzu (bis 1739). 1739 wurde Zuffenhausen wieder Cannstatt zugeteilt, blieb allerdings nur bis 1762. Hofen kam 1754 unter den Cannstatter Stab, Mühlhausen und Zazenhausen wurden 1807 mit Cannstatt verbunden. 1808 kamen Hegnach, Stetten i. R., Schanbach, Lobenroth und 1810 Oeffingen zum Amtsbezirk Cannstatt hinzu. Ab 1889 gehörten also zum Oberamt Cannstatt: Cannstatt, Fellbach, Hedelfingen, Hofen, Mühlhausen, Münster, Obertürkheim, Oeffingen, Rohracker, Rommelshausen, Rothenberg, Schanbach mit Lobenroth, Schmiden, Sillenbuch, Stetten i. R., Uhlbach, Untertürkheim, Wangen und Zazenhausen.

### Stadtteile
Bei der Einteilung der Stadt Stuttgart in Stadtbezirke im Jahre 1956 wurde der Stadtteil Bad Cannstatt mit den Stadtteilen Burgholzhof (1831 als Gutshof angelegt), Sommerrain und Steinhaldenfeld (beide ab 1932 entstanden) zum Stadtbezirk Bad Cannstatt vereinigt.
Bei der Neugliederung der Stuttgarter Stadtteile zum 1. Januar 2001 wurde der Stadtbezirk Bad Cannstatt in die Stadtteile Altenburg, Birkenäcker, Cannstatt-Mitte, Espan, Hallschlag, Im Geiger, Kurpark, Muckensturm, Neckarvorstadt, Pragstraße, Schmidener Vorstadt, Seelberg, Veielbrunnen, Wasen und Winterhalde aufgeteilt. Seither verwaltet das Bezirksrathaus in Bad Cannstatt insgesamt 18 Stadtteile des Stadtbezirks Bad Cannstatt.
Der Stadtbezirk Bad Cannstatt ist der größte und älteste Stadtbezirk Stuttgarts mit 71.565 Einwohnern (Stand 2018).

### Einwohnerstatistik
| Jahr      | 1834  | 1837  | 1840  | 1843  | 1846  | 1849  | 1852  | 1855  | 1858  | 1861  | 1864  | 1867  | 1871   | 1875   | 1880   | 1885   | 1890   | 1900   | 1980   | 1990   | 2000   | 2005   | 2008   | 2011   | 2018   |
| Einwohner | 5.055 | 5.183 | 5.451 | 6.012 | 6.890 | 6.425 | 6.698 | 6.658 | 7.143 | 7.414 | 8.087 | 8.611 | 11.804 | 15.065 | 16.205 | 18.031 | 20.265 | 26.497 | 66.478 | 64.937 | 67.378 | 67.005 | 67.842 | 66.611 | 71.565 |

### Konfessionsstatistik
Die Zahl der Christen in Stuttgart sinkt kontinuierlich. Ende 2019 hatte Bad Cannstatt etwa 72.000 Einwohner, davon 21,8 % Katholiken und 18,5 % Protestanten. Eine Mehrheit von 49,7 % hatte entweder eine andere oder gar keine Religionszugehörigkeit.

## Politik

### Bezirksbeirat
- CDU: 5
- Grüne: 5
- SPD: 3
- AfD: 2
- FW: 1
- FDP: 1
- Linke: 1
- SÖS: 1
- Volt: 1

Die Ergebnisse der Gemeinderatswahlen in den Stadtbezirken sind maßgebend für die Anzahl der Sitze der Parteien in den Bezirksbeiräten. Die letzte Kommunalwahl 2024 ergab die in der nebenstehenden Grafik abgebildeten Stimmenanteile und die nebenstehende Sitzverteilung.

### Bürgermeister in Cannstatt vor 1905
- 1828–1848: Heinrich von Idler (1802–1878)
- 1848–1853: Pfäfflin
- 1854–1868: Ludwig Lemppenau (1801–1870)
- 1869–1880: Otto Heinrich Rupp (1824–1880)
- 1881–1905: Oskar Nast (1849–1907) (1885 wurde er Oberbürgermeister)

### Bezirksvorsteher seit der Vereinigung mit Stuttgart 1905
- 1905 Christoph Mehl, Ratsschreiber
- 1909 Gustav Nass, Ratsschreiber und zugleich Standesbeamter
- 1917 Hermann Gann, Ratsschreiber (ab 1922 auch Standesbeamter und Obersekretär)
- 1927 Gustav Hahn, Rechnungsrat und Ratsschreiber für öffentliche Beglaubigungen und Standesamt
- 1940 Diener (Vorname nicht ermittelbar), Oberrechnungsrat (ab 1942 Stadtamtmann)
- 22. April 1945 – 30. August 1945: Erwin Renz, Bürgermeister
- 31. August 1945 – 31. Januar 1947: Richard Wiedersheim, Bürgermeister
- 1. Februar 1947 – 30. Oktober 1956: Hermann Banhart, Bezirksvorsteher
- 1. November 1956 – 30. April 1982: Willi Schwenger, Bezirksvorsteher
- 1. August 1982 – 30. August 2006: Hans Peter Fischer, Bezirksvorsteher
- 1. September 2006 – 31. Dezember 2013: Thomas Jakob, Bezirksvorsteher
- seit 15. April 2014: Bernd-Marcel Löffler, Bezirksvorsteher

### Wappen und Flagge

Flagge der früheren Stadt Bad Cannstatt

| Wappen von Bad Cannstatt | Blasonierung: „In Rot eine silberne Kanne (Abendmahlkanne) mit dem Jesus-Monogramm ihs.“ |
| Wappen von Bad Cannstatt | Wappenbegründung: Alle Siegel von Bad Cannstatt (bekannt seit 1353) zeigen eine Kanne. Seit 1267 taucht die Kanne auch im redenden Wappen der Herren von Cannstatt auf. Ob die Familie das Stadtwappen übernahm oder umgekehrt, ist nicht bekannt. Die jetzige Familie Schilling von Cannstatt verwendet noch immer einen goldenen Krug im roten Feld als Wappen. Die Größe und Form des Krugs variiert auf den alten Siegeln und Wappen stark. Der Krug wird manchmal auch nach links gezeigt, aber hauptsächlich nach rechts, wie im dargestellten Wappen. Die Farben des Wappens sind seit 1560 bekannt, zwischendurch erscheint es auch mit einem goldenen Krug oder einem dunklen Feld. |

Die Flagge ist weiß-rot quergestreift mit dem aufgelegten Wappen in der Mitte.

### Städtepartnerschaft
Bad Cannstatt unterhält seit 1996 eine Partnerschaft mit Újbuda, dem XI. Bezirk von Budapest (Ungarn) (siehe auch Übersicht).

## Kultur und Sehenswürdigkeiten

### Oper, Theater und Ballett

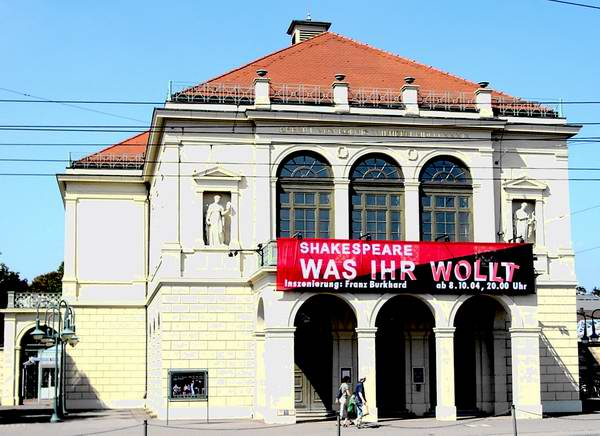
Wilhelma-Theater

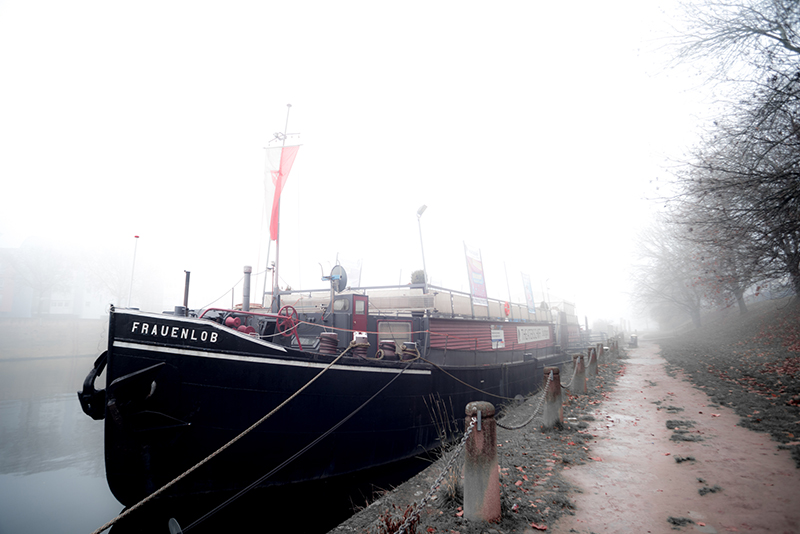
Theaterschiff Bad Cannstatt, am Neckar nahe der Wilhelmsbrücke gelegen

Die Staatliche Hochschule für Musik und Darstellende Kunst Stuttgart unterhält in Bad Cannstatt das 1840 eingeweihte Wilhelma-Theater. Das Theater wurde im Auftrag von König Wilhelm I. von Württemberg von Karl Ludwig von Zanth erbaut. Es ist das einzige Theater Deutschlands in pompejianischem Baustil, dessen Originalbemalung noch teilweise erhalten ist.
Der 1972 gegründete, gemeinnützige Verein „Kulturkabinett e. V.“ ist eine feste Institution in Bad Cannstatt. Schwerpunkte des soziokulturellen Zentrums in der Kissinger Straße auf dem Seelberg sind Schauspiel, Kleinkunst, Kabarett, Musik, Kindertheater und Ausstellungen, sowie eine aktive Kinder- und Jugendarbeit. Auch internationale Begegnungen werden vom Kulturkabinett durchgeführt. Sowohl regionale als auch überregionale Netzwerke sind Bestandteil der kulturellen Ausrichtung des KKTs. Bürgerschaftliches Engagement und Ehrenamt werden gefördert, Basiskultur gepflegt. Das gemütliche Haus im Hinterhof ist familiär und persönlich geführt, es wird viel Wert auf einen nahen und direkten Austausch von Künstlern und Publikum gelegt.
Seit Juni 2008 liegt das Theaterschiff Stuttgart am Neckarufer. Auf dem 1930 erbauten Binnenschiff finden neben Komödien auch Kabarett- und Kleinkunstveranstaltungen statt.

### Museen

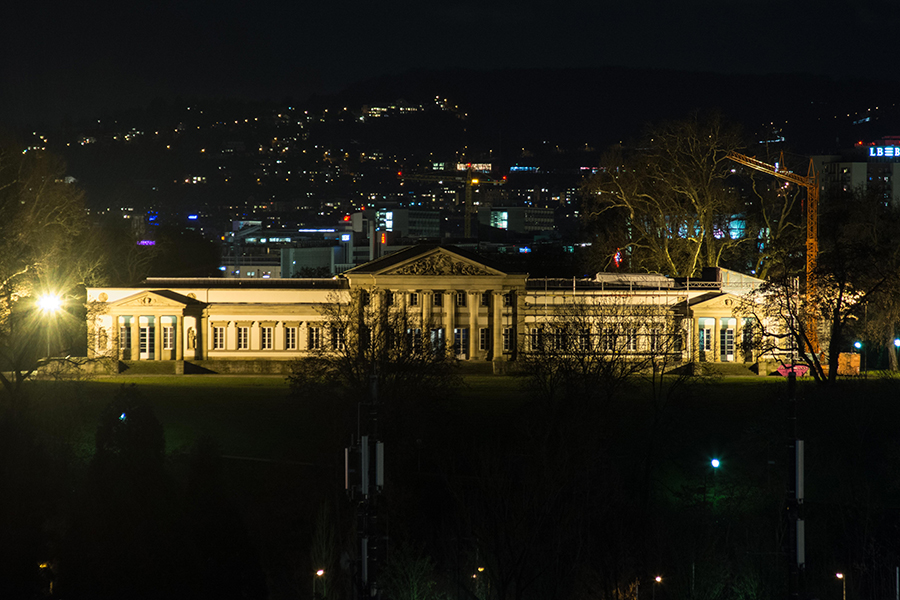
Rosensteinmuseum in Stuttgart-Bad Cannstatt

Beide Zweigstellen des Staatlichen Museums für Naturkunde Stuttgart, das Museum am Löwentor und das Museum Schloss Rosenstein befinden sich in Bad Cannstatt. In Ersterem sind insbesondere die Fossilienfunde Baden-Württembergs ausgestellt. Ein großer Teil der Ausstellung beinhaltet alles rund um Dinosaurier. Die biologische Schausammlung im Schloss Rosenstein zeigt die naturwissenschaftliche Sammlung, die eine der bedeutendsten Europas ist.

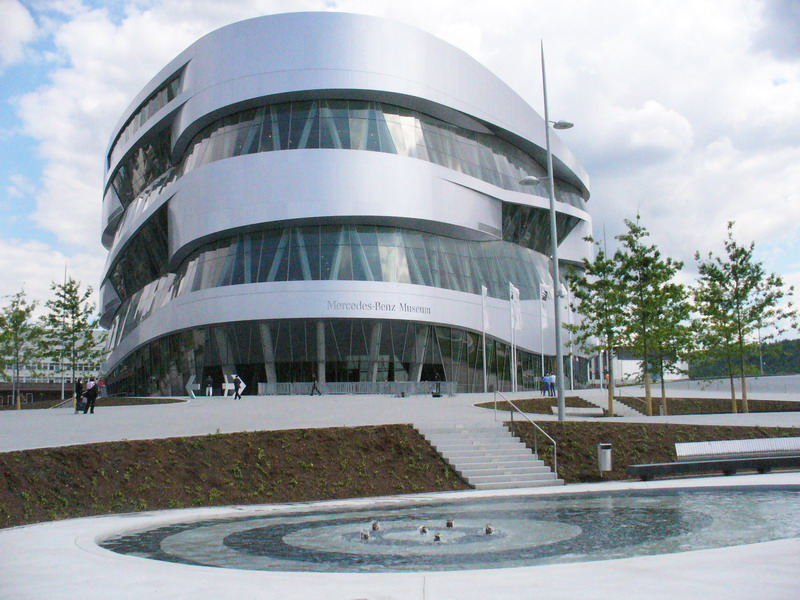
Mercedes-Benz Museum

Privat unterhalten wird das Mercedes-Benz Museum in der Mercedes-Benz Welt, das meistbesuchte der Stadt Stuttgart. Seit 1923 besitzt das Unternehmen eine Fahrzeugsammlung. Im Jahr 2006 wurde die Mercedes-Benz Welt eröffnet. Auf ihrem Weg durch das von UNStudio entworfene Museum mit dem von hg merz entwickelten Ausstellungskonzept erleben die Besucher eine Zeitreise durch die 135-jährige Automobilgeschichte. Historische Fahrzeuge vom ersten Auto der Welt über die legendären Silberpfeile bis zur Gegenwart der Marke Mercedes-Benz sind zu betrachten.
Ergänzt wird das Museum durch die Gottlieb-Daimler-Gedächtnisstätte im Kurpark von Bad Cannstatt. In einem ehemaligen Gartenhaus einer nicht mehr erhaltenen Villa erfand Gottlieb Daimler gemeinsam mit Wilhelm Maybach 1883 den ersten schnelllaufenden Motor.
Das Straßenbahnmuseum Stuttgart wurde 2009 in einem 1929 errichteten Straßenbahndepot eröffnet. Zu sehen sind historische Fahrzeuge von 1868 bis 1986 aus dem Betrieb der Straßenbahn Stuttgart. Die Oldtimerlinien 21 und 23 haben ihren Ausgangspunkt vom Museum.
Die Geschichte Bad Cannstatts wird im Stadtmuseum Bad Cannstatt erlebbar, das Teil der Museumsfamilie des Stadtmuseums Stuttgart ist. Das Museum wurde 1959 gegründet und 1988 in der Scheune des Klösterles verlegt. Das Stadtmuseum Bad Cannstatt zeigt regelmäßig Sonderausstellungen.

### Bauwerke

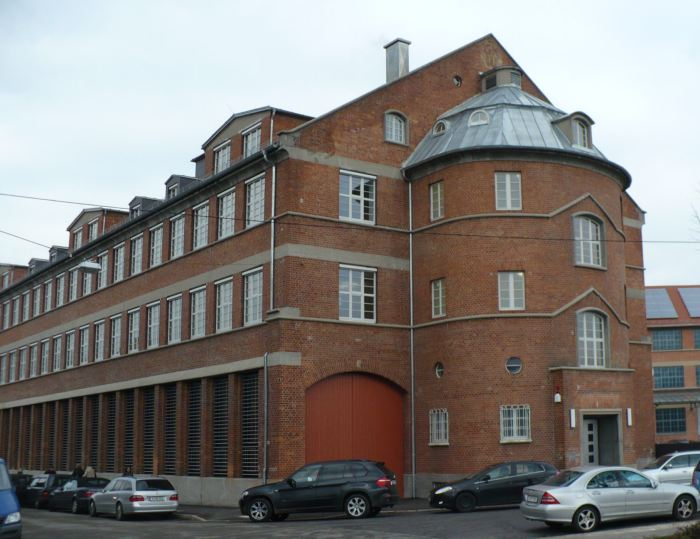
Stadtarchiv

#### Industriebauwerke
In der Wilhelmsstraße 16 ist die ehemalige Produktionsstätte der Schokoladenfabrik Alfred Ritter GmbH & Co. KG („Ritter Sport“) erhalten. Als Firmensitz diente das Areal von 1920 bis 1930, dann wurde die Produktion nach Waldenbuch verlagert.

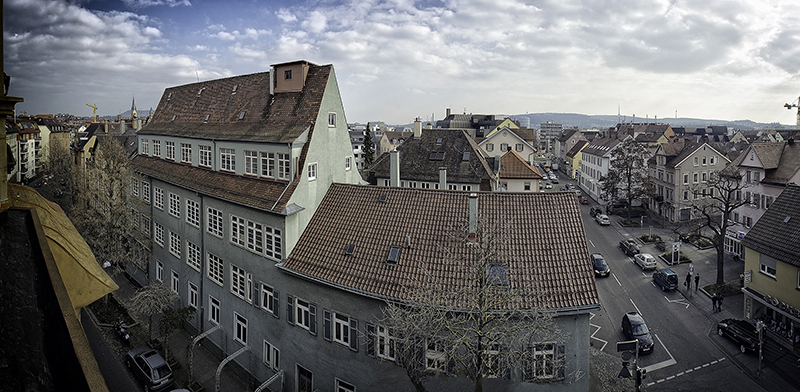
Frühere Produktionsstätte der Alfred Ritter GmbH an der Wilhelmstraße/Liebenzeller Straße in Bad Cannstatt

Im Bereich des Travertinparks im Stadtteil Hallschlag befinden sich neben der historischen Kranbahn der Firma Schauffele, den Resten der Industriebahn auch der bis 2007 genutzte Travertinsteinbruch der Firma Haas. Nicht zugänglich ist der Steinbruch der Lauster, auf dessen Areal sich eine Werkshalle und ein Verwaltungsgebäude befinden, die als Kulturdenkmal eingestuft sind.

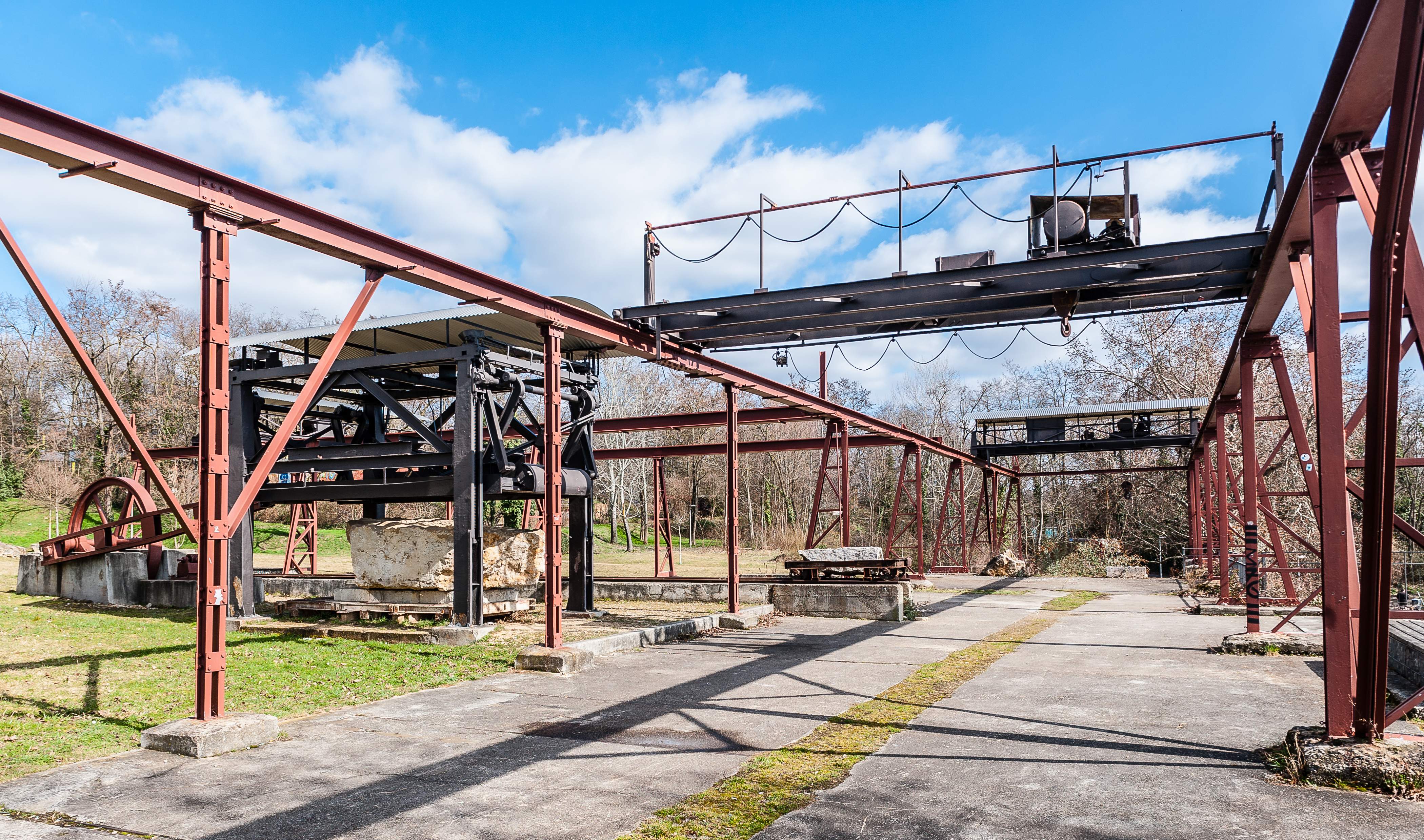
Kranbahn des ehemaligen Steinbruchbetriebs Schauffele (Travertinpark)

Derzeit nicht zum Park gehörend stehen zwischen den beiden Überdeckelungen des Kraftwerks Stuttgart-Münster 14 monumentale Travertinsäulen. Diese werden auch Lauster-Säulen genannt. Die nach toskanischer Ordnung gestalteten Säulen mit Gesimsteilen wurden 1936 von der Stadt Berlin beim Steinbruch Lauster bestellt. Sie waren für das untere Geschoss eines Denkmals für Mussolini auf dem heutigen Theodor-Heuss-Platz in Berlin bestimmt. Als niemals abgeholter Teil der utopischen Welthauptstadt Germania wurden sie nach dem Krieg von der Firma Lauster zurückgekauft.

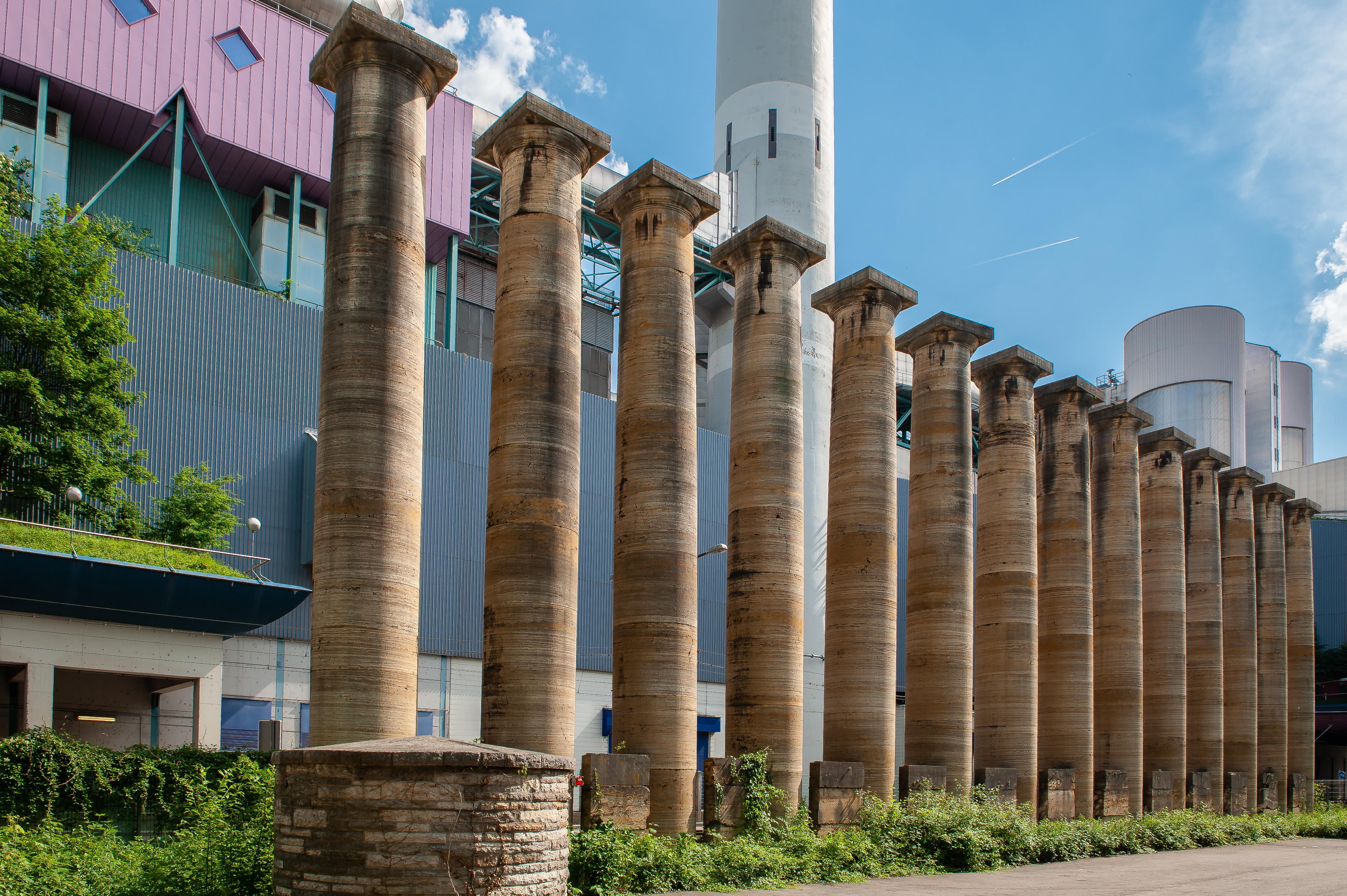
Travertinsäulen (Lauster-Säulen)

Am ehemaligen Cannstatter Güterbahnhof wurde 1921 das Kontor und Lagergebäude des „Großeinkaufsverein der Kolonialwarenhändler Württembergs“ errichtet. Am 22. Januar 2011 wurde das Stadtarchiv Stuttgart in den renovierten Räumlichkeiten im Bellingweg 21 wiedereröffnet. Rund 10 Kilometer Akten und Dokumente werden unter fachgerechten Bedingungen gelagert und können im Lesesaal eingesehen werden.
Im Neckar befindet sich die Staustufe Cannstatt, welche für die Schiffbarmachung des Flusses sorgt.

#### Kirchen

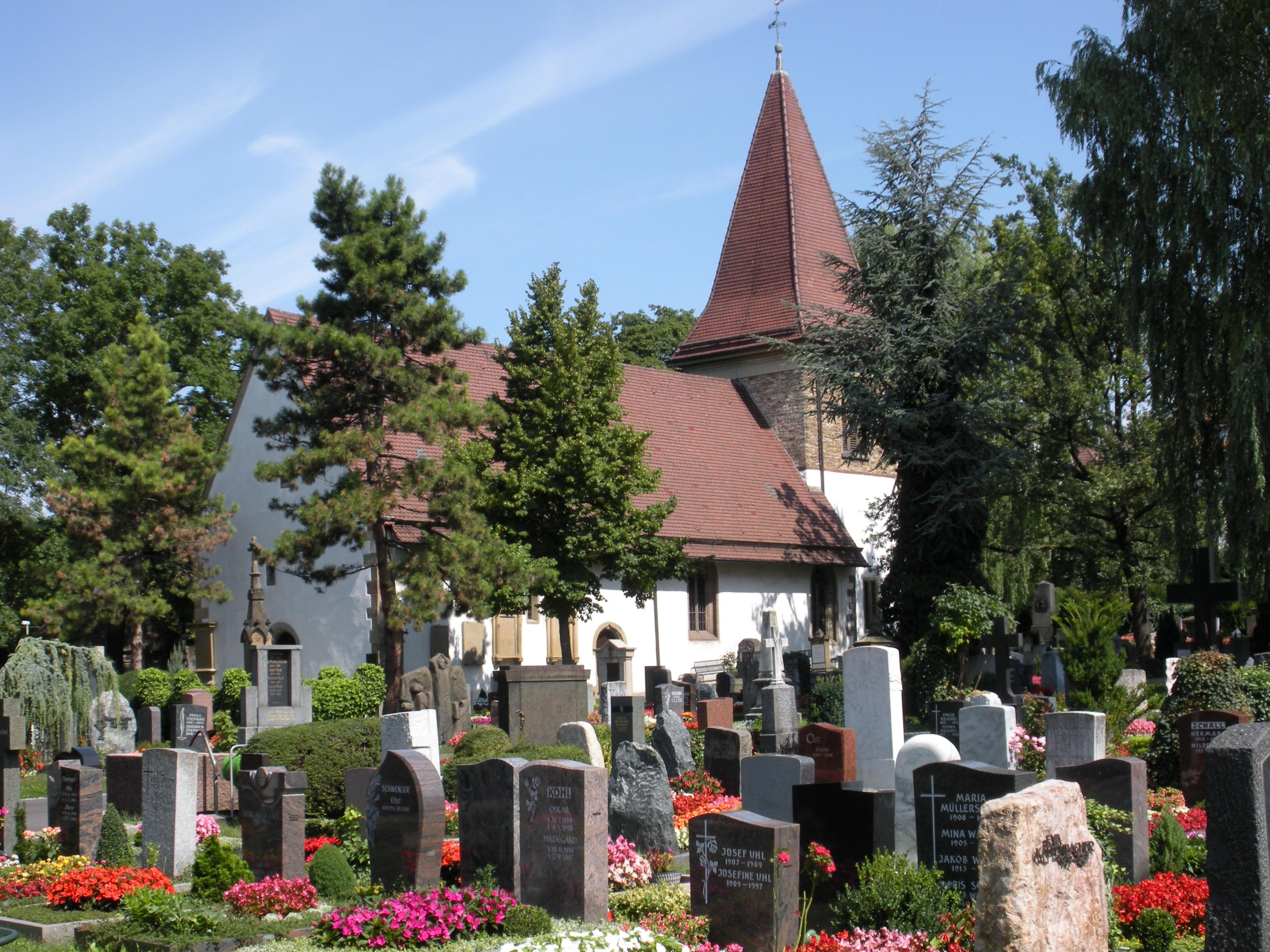
Uffkirche

Die Stadtkirche Bad Cannstatt wurde 1471–1506 von Aberlin Jörg d. Ä. als dreischiffige Hallenkirche in spätgotischem Stil erbaut. Der Turm im Renaissance-Stil wurde 1613 von Heinrich Schickhardt erbaut. Es wird vermutet, dass Einhard bereits im 9. Jahrhundert an dieser Stelle eine Kirche erbaut hat und der Auftrag von Karl dem Großen kam. Im Zweiten Weltkrieg blieb sie als einzige der vier großen gotischen Kirchen der Stadt nahezu unzerstört.

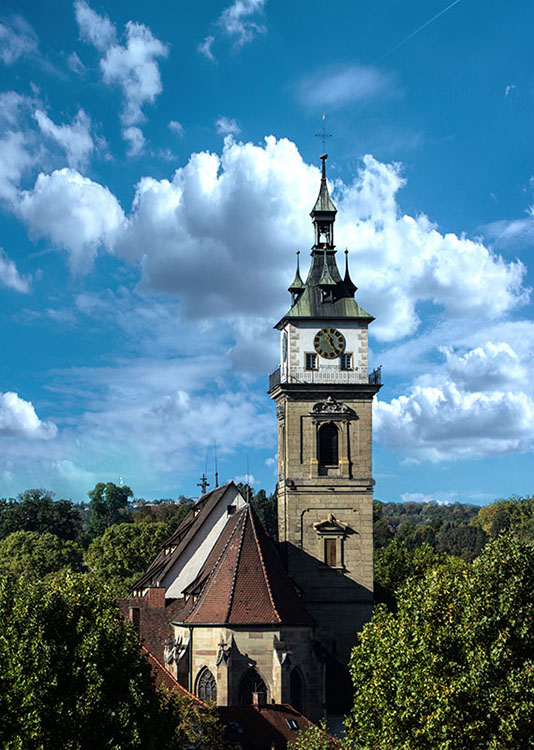
Turm und Chor der Evangelischen Stadtkirche Bad Cannstatt

Einst Kirche „Zu unseren lieben Frauen“ genannt, wurde die Uffkirche (heute Friedhofskirche) im spätgotischen Stil erbaut und um 1500 umgebaut. Außen und im Inneren finden sich Epitaphien aus der Zeit der Gotik, der Renaissance und des Barock. An der Nordfassade ist eines der bedeutendsten Renaissance-Epitaphien Württembergs für den Cannstatter Bürgermeister Jakob Speidel (1538–1613) angebracht.
Im Stadtteil Neckarvorstadt steht die katholische Martinskirche. Die erste Kirche wurde von der Altenburg verlegt und zwischen 1511 und 1516 am heutigen Standort errichtet. 1950 wurde sie nach der Kriegszerstörung wiederaufgebaut.
Die Christuskirche der evangelisch-methodistischen Kirche Stuttgart-Bad Cannstatt aus dem Jahr 1873 wurde von der Denkmalstiftung Baden-Württemberg zum „Denkmal des Monats Dezember 2009“ ernannt.
An der Waiblinger Straße wurde 1895–1900 nach Plänen von Richard Böklen und Carl Feil die Lutherkirche erbaut. Sie zählt zu den ersten aus Backstein gebauten Kirchen Süddeutschlands. Im Februar 1944 wurden Chor und Sakristei der Kirche zerstört, doch konnte die Kirche 1950 wiedereingeweiht werden. Die Fenster im Chor wurden von Wolf-Dieter Kohler geschaffen.
Die Liebfrauenkirche wurde 1907–1909 von Joseph Cades als unverputzter neugotischer Ziegelbau in Anlehnung an französische Vorbilder erbaut. Nach schweren Kriegsschäden wurde sie 1948 wieder aufgebaut.
Die 1960 errichtete Stephanuskirche wurde von den Architekten Heinz Rall und Hans Röper entworfen. Entstanden ist eine schlichte Kirche in Form eines Zeltes mit farbigen Betonglasfenstern, daneben ein schlanker Betonturm.
- Siehe auch: Kirchen in Stuttgart
- Die Kirchengemeinden des Evangelischen Kirchenkreises Stuttgart

#### Schlösser
Das Schloss Rosenstein wurde 1822 bis 1830 von Hofbaumeister Giovanni Salucci unter König Wilhelm I. in klassizistischem Stil erbaut. Es liegt am Rande des Neckartals inmitten des zeitgleich angelegten Rosensteinparks. Vom Schloss hat man einen freien Blick auf das Mausoleum, der Grabkapelle auf dem Württemberg, für König Wilhelms zweite Frau Katharina Pawlowna.

#### Türme
Der 25 Meter hohe Aussichtsturm Burgholzhof im gleichnamigen Stadtteil wurde 1891 erbaut und bietet eine weite Aussicht in das Neckartal bis Esslingen am Neckar.
Auf einer Anhöhe im Kurpark wurde 1894 der so genannte Daimlerturm, das „Tusculum“ Gottlieb Daimlers mit dem Aushubmaterial der benachbarten Güterumgehungsbahn von Untertürkheim nach Kornwestheim in Travertin erbaut und Mitte der 1930er Jahre erhöht.
An der Rosensteinbrücke über den Neckar liegt ein Hochbunker, der nach dem Zweiten Weltkrieg vom Fußballnationalspieler Edmund Conen als Bunkerhotel betrieben worden war.

#### Verkehrsbauwerke

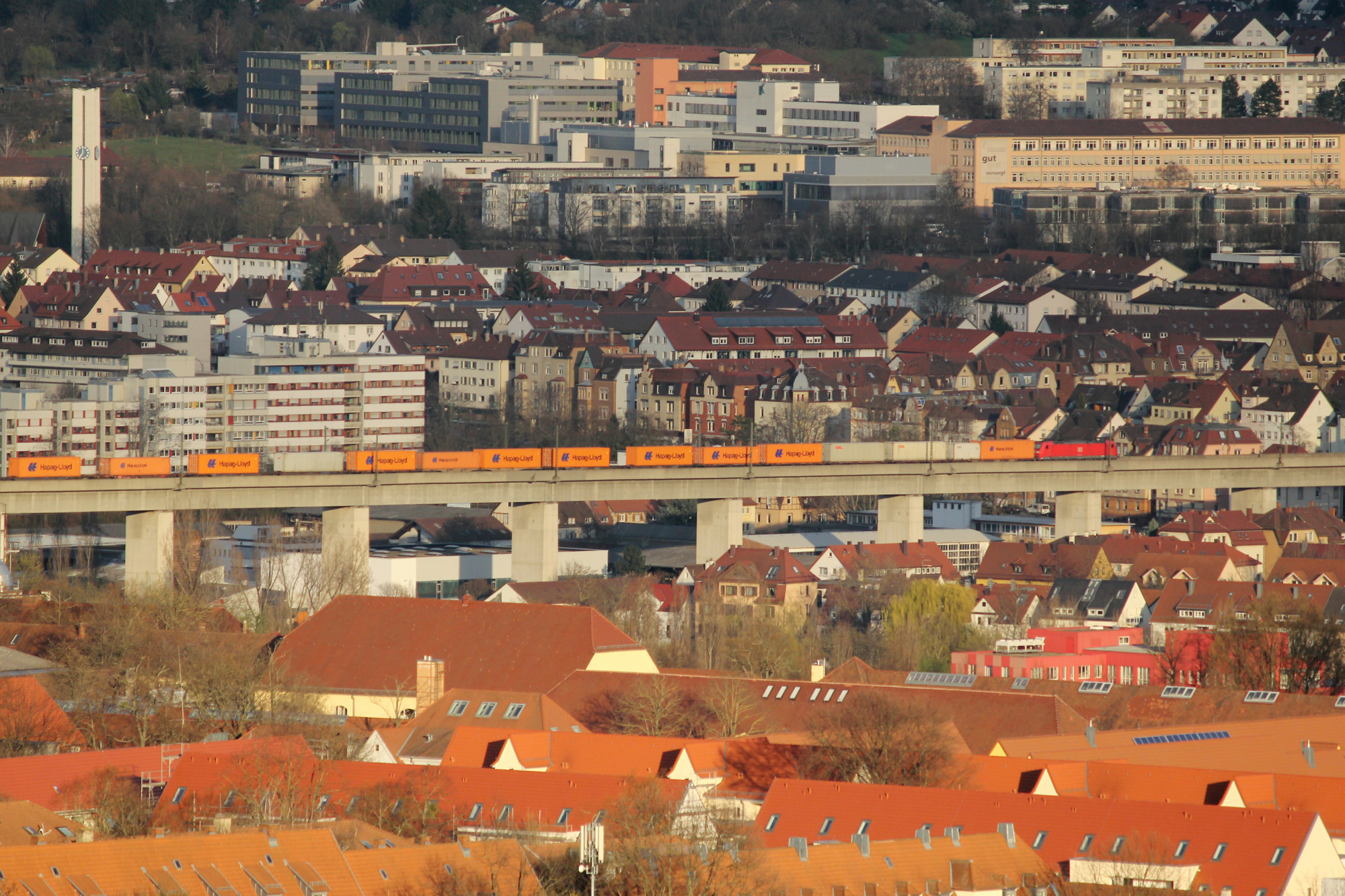
Eisenbahnviadukt Stuttgart-Münster

Über das Neckartal führt der Eisenbahnviadukt Stuttgart-Münster und verbindet Untertürkheim mit Kornwestheim. Die Umgehungsbahnstrecke wurde 1896 in Betrieb genommen, die 855 Meter lange Brücke wurde 1985 durch eine Beton-Stahl-Konstruktion ersetzt.
Der dreiflügelige Bahnhof Bad Cannstatt wurde vom Architekten Martin Mayer im Stil der Neuen Sachlichkeit entworfen und 1915 eingeweiht. Den Haupteingang zieren die Figuren von Zeus, Hermes und Athene.
Als Rosensteintunnel werden mehrere Tunnel unter dem Rosensteinpark bezeichnet. Der erste Rosensteintunnel wurde 1846 vollendet. Das verschlossene Tunnelportal unterhalb des Rosensteinschlosses kann besichtigt werden. 1914 wurde der zweite Rosensteintunnel fertig gestellt. Er verbindet den Stuttgarter Hauptbahnhof mit der Rosensteinbrücke über den Neckar zum Bahnhof Stuttgart-Bad Cannstatt. Im Rahmen des Projekts Stuttgart 21 soll ein weiterer Eisenbahntunnel gebaut werden, um den jetzigen Rosensteintunnel zu ersetzen.
Zwischen der Rosensteinbrücke und der 1948 wiedererrichteten König-Karls-Brücke befindet sich die Schleuse Cannstatt aus dem Jahr 1958, bestehend aus einer Doppelschleuse am rechten Ufer. Am linken Ufer schließt sich ein 2-feldriges von Paul Bonatz im Stil des Neuen Bauens geplantes, 1930 eingeweihtes, Wehr und Wasserkraftwerk an.

#### Weitere Bauwerke

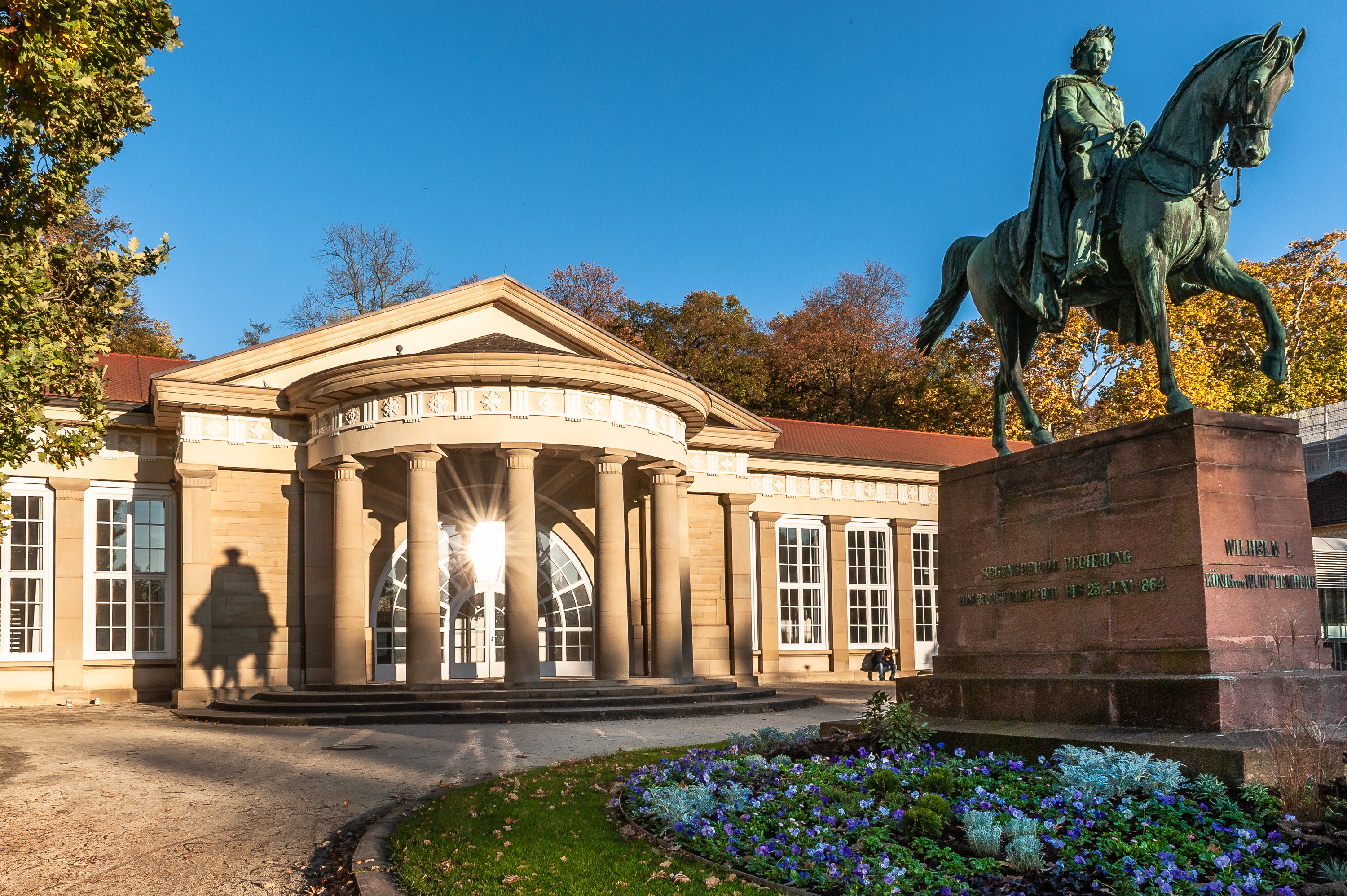
Großer Kursaal mit Reiterstandbild Wilhelms I.

Auf Grund der geringen Kriegszerstörungen sind in der Altstadt von Bad Cannstatt zahlreiche historische Bauwerke erhalten. Besonders erwähnenswert sind das 1585 erbaute Alte Dekanat am Marktplatz, das Alte Spital von 1545 in der Brunnenstraße und der Gasthof „Crone“ von 1489 in der Marktstraße, der 1957 nach Kriegszerstörungen wieder aufgebaut wurde. Das älteste Haus in der Brählesgasse 21 ist vor 1350 erbaut worden. Geringe Reste sind von der ehemaligen Stadtmauer zu sehen.

Das Klösterle in der Marktstraße wurde 1463 als spätgotisches, bürgerliches Fachwerkhaus erbaut. Im 15./16. Jahrhundert lebten nachweislich mehrere Beginengemeinschaften in Cannstatt. Die hiesige – das Beginenhaus beim Brückentor zählte zu den Franziskanerinnen, verwendete die Drittordens-Konstitution des Franz von Assisi. Im ältesten Wohngebäude Stuttgarts blieb im Obergeschoss die einzige mittelalterliche Hauskapelle erhalten. Das 1983 sanierte Klösterle ernannte die Denkmalstiftung Baden-Württemberg zum „Denkmal des Monats Oktober 2008“.

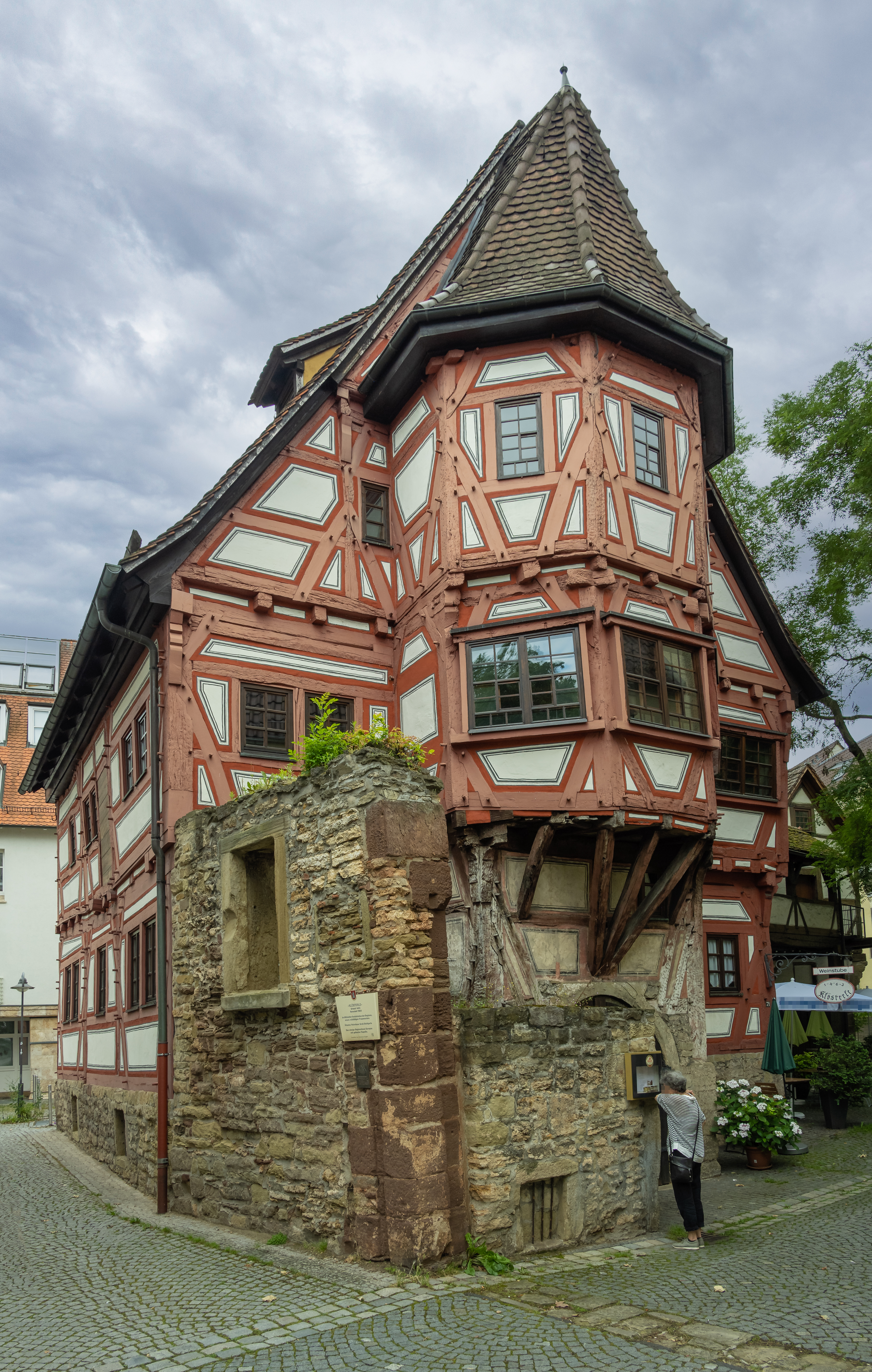
Das Klösterle

Das Bezirksrathaus Bad Cannstatt befindet sich im historischen Alten Rathaus von 1491. Letztmals umgestaltet wurde es 1875, als das Eingangsportal hinzugefügt wurde. Im Jahre 2013 wurde es vollständig saniert. Im Dachreiter befindet sich mit der zwischen 1200 und 1250 gegossenen Kirchenglocke die zweitälteste Württembergs.

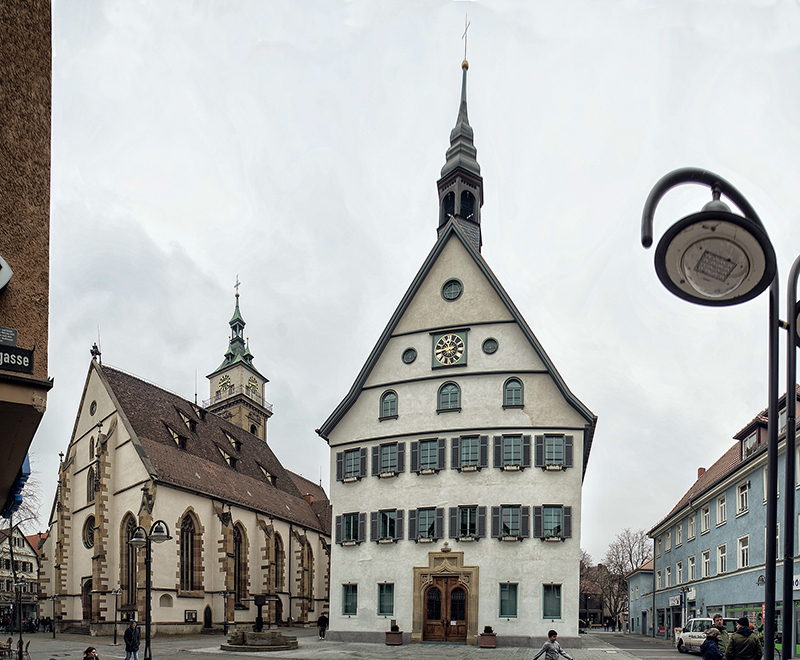
Stadtkirche und Rathaus Bad Cannstatt, Marktstraße

Der Große Kursaal im Kurpark wurde nach Plänen von Nikolaus Friedrich von Thouret (1767–1845) im Stil des Klassizismus erbaut. Vor dem Großen Kursaal befindet sich ein Reiterstandbild des Königs Wilhelm I. aus dem Jahr 1875. Ergänzt wurde das Gebäude zu Beginn des 20. Jahrhunderts durch den Kleinen Kursaal, der nach Plänen des Stuttgarter Architekten Albert Eitel im Jugendstil erbaut wurde.

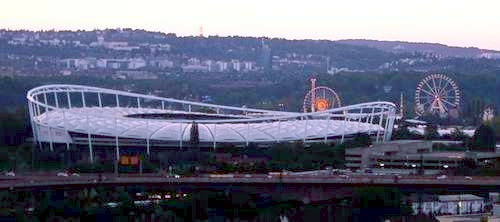
MHPArena

Die MHPArena wurde 1929 bis 1933 von Paul Bonatz erbaut und 1933 unter dem Namen Adolf-Hitler-Kampfbahn in Betrieb genommen. Nach dem Krieg wurde das Stadion von der US-Besatzung zunächst in Century Stadium und später in Kampfbahn umbenannt und für Baseballspiele genutzt. 1949 erhielt es den Namen Neckarstadion. Im Rahmen des Umbaus zu den Leichtathletik-Weltmeisterschaften 1993 erhielt das Stadion den Namen Gottlieb-Daimler-Stadion, von 2008 bis 2024 hieß es Mercedes-Benz-Arena. Bis 2011 fand ein Umbau zur reinen Fußballarena statt. Im Rahmen des Umbaus wurde in der Untertürkheimer Kurve mit der Scharrena eine Mehrzweckhalle integriert. Seit Sommer 2023 trägt das Stadion den Namen MHPArena. Von 2022 bis 2024 erfolgten in der Arena im Vorfeld der Fußball-Europameisterschaft 2024 verschiedene Baumaßnahmen. Seither beträgt die Kapazität 60.058 Zuschauer.
Direkt neben der MHPArena steht die größte Mehrzweckhalle Stuttgarts, die Hanns-Martin-Schleyer-Halle. Sie wurde 1983 erbaut und nach dem ermordeten Arbeitgeberpräsidenten Hanns Martin Schleyer benannt. Durch ein gemeinsames Forum ist die Schleyer-Halle mit der 2006 eröffneten Porsche-Arena verbunden. Diese wird hauptsächlich für Sportveranstaltungen genutzt. In direkter Nachbarschaft liegt das Carl Benz Center.
Im Bereich des Kurparks in Bad Cannstatt wurde 1994 das MineralBad-Cannstatt eröffnet. Geplant wurde das Bad vom Architekten Wilfried Beck-Erlang, die Innenausstattung wurde von Helmut Pizzini gestaltet.

#### Denkmäler

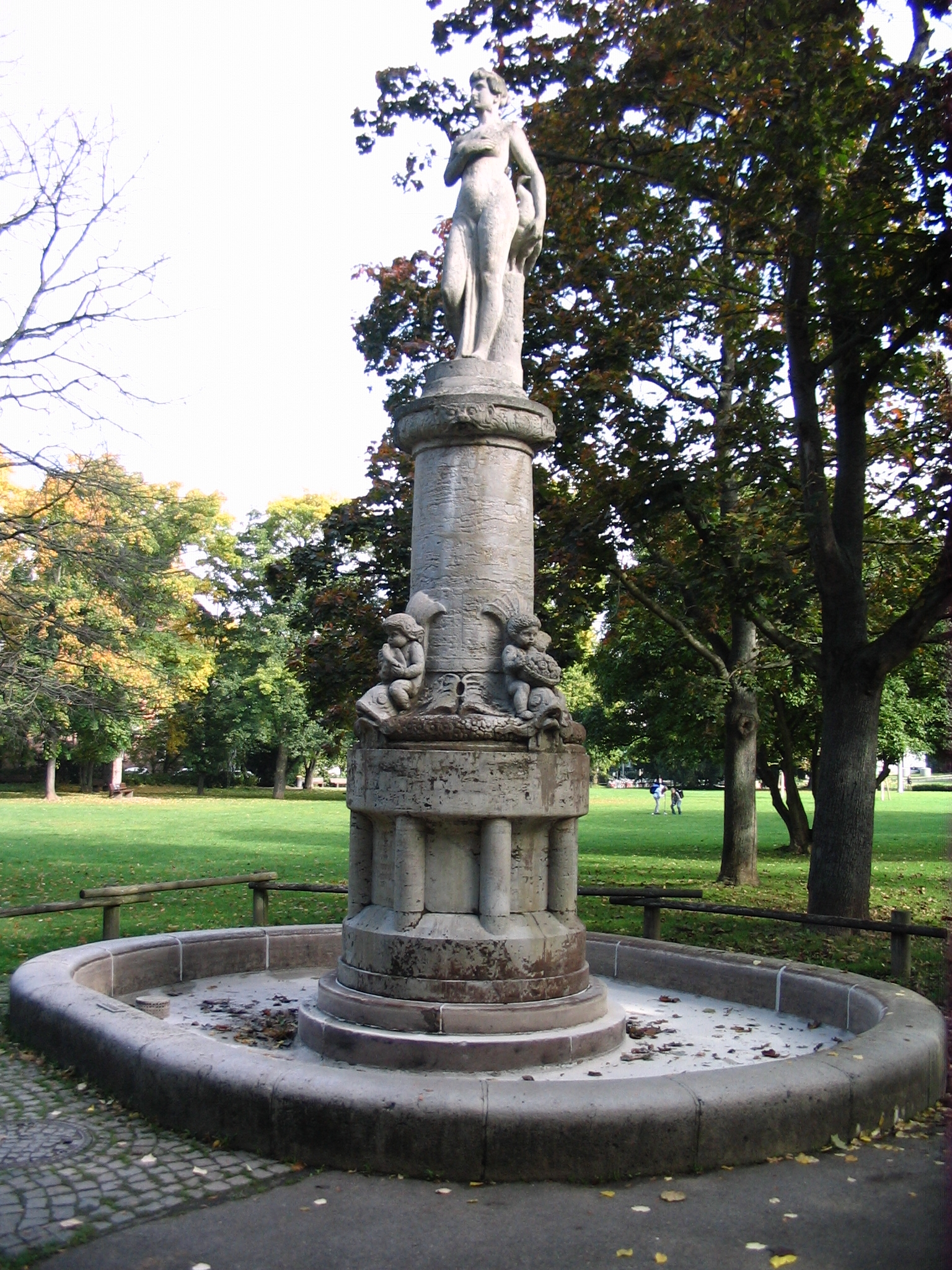
Junobrunnen

In Bad Cannstatt sind mehrere historische Brunnen vorhanden. So befinden sich dort unter anderem der Polizeibrunnen von 1831, der 1834 aufgestellte Jakobsbrunnen, der 1879 errichtet Schreinerei-Brunnen, der 1929 von Fritz von Graevenitz geschaffene Erbsenbrunnen und der von Jakob Clement 1934 in Cannstatter Travertin gestaltete Lautenschlägerbrunnen.
1902 schuf einer der wichtigsten Vertreter des Jugendstils in Württemberg, Emil Kiemlen, das Denkmal für Gottlieb Daimler im Kurpark Bad Cannstatt. Auf einem Block aus Granit ist ein Bronzemedaillon mit dem Bildnis des Konstrukteurs angebracht.
Ein weiteres Werk Kiemlens ist der 1910 errichtete neoklassizistische Junobrunnen, der sich in den Kursaalanlagen Bad Cannstatts befindet. Der Brunnen steht als Symbol für den Zusammenschluss Bad Cannstatts mit Stuttgart.
Im Kurpark findet sich eine 1909 vom Bildhauer Hermann Volz geschaffenes Denkmal für Berthold Auerbach. Auf einem Sockel ist ein Medaillon mit dem Bildnis Auerbachs angebracht.
Auf dem Grab Ferdinand Freiligraths steht die vom Bildhauer Adolf von Donndorf entworfene Monumentalbüste. Ausgeführt wurde sie 1878 von Georg Howaldt.
Im Großen Kursaal Bad Cannstatt befindet sich das 1894 von Professor C. Christaller geschaffene Denkmal für den ehemaligen Ehrenpräsidenten des Cannstatter Brunnenvereins Graf Wilhelm von Taubenheim.
Vor dem Großen Kursaal wurde 1881 das Reiterstandbild von König Wilhelm I. aufgestellt, welches zuvor auf dem Wilhelmsplatz stand. Erschaffen wurde es 1875 von Johann von Halbig.
Das Denkmal für Leopold Marx wurde 2008 saniert und zeitgemäß umgestaltet. Es steht an der Stelle von Marx ehemaligen Wohnhaus am Wilhelmsplatz in Bad Cannstatt.
An der Stelle der ehemaligen Synagoge Bad Cannstatt, welche in der Reichspogromnacht niedergebrannt wurde, errichtete Herbert Gebauer 1961 einen Gedenkstein.
Im Stadtteil Hallschlag des Stadtbezirks Bad Cannstatt findet sich am Römerkastell das Ehrenmal des Kavallerieregiments 18. 1961 wurde es mit einem Relief von Irmgard von Puttkamer ergänzt.
Auf allen drei Friedhöfen Bad Cannstatts erinnern Ehrenmale an die Toten der Weltkriege.

#### Parkanlagen

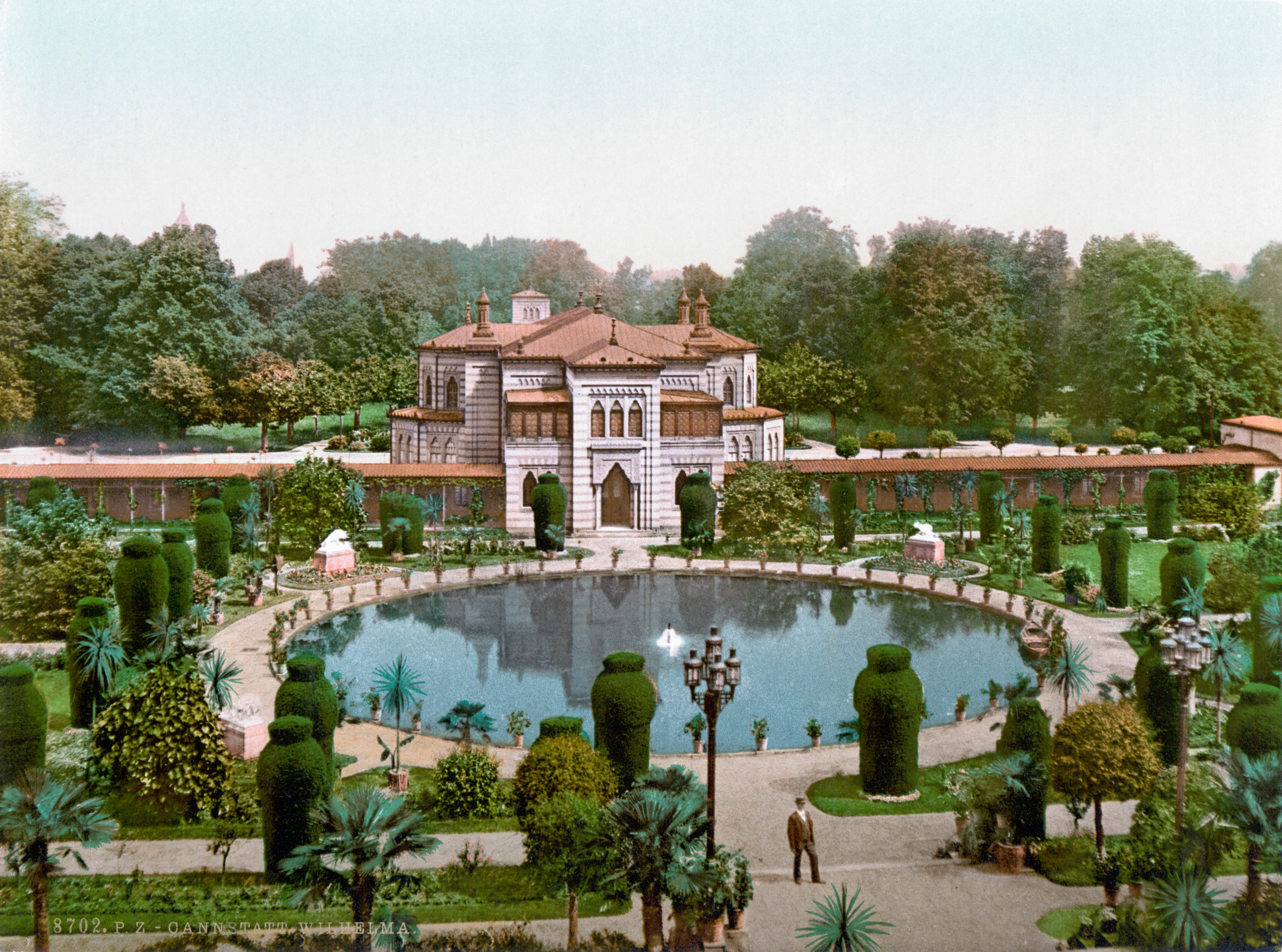
Wilhelma um 1900

Der obere und untere Schlossgarten geht nahtlos in den zu Bad Cannstatt zählenden Rosensteinpark über, welcher im Südwesten durch Gleise, nördlich durch den zoologisch-botanischen Garten Wilhelma und die „Pragstraße“ und im Nordwesten durch das Löwentor begrenzt wird. Durch den alten Baumbestand und die großflächigen Wiesen gilt der Rosensteinpark als größter englischer Landschaftspark im Südwesten Deutschlands. König Wilhelm I. ließ den Garten zwischen 1824 und 1840 anlegen, was den Bau des klassizistischen Schlosses – dem heutigen Rosensteinmuseum – beinhaltete.
Der bekannteste zoologisch-botanische Garten der Stadt Stuttgart ist die Wilhelma. Sie existiert in heutiger Form seit dem Jahr 1953. In der historischen Schlossanlage werden rund 8000 Tiere in 1050 Arten und etwa 5000 Pflanzenarten gezeigt. Ursprünglich als „Badhaus“ gedacht, wurde 1842 mit dem Bau des ersten Gebäudes begonnen, das auf Anweisung des Königs, Wilhelma genannt wurde. Dem Architekten Zanth gelang es, das, was man unter maurischem Stil verstand, mit den Fähigkeiten deutscher Handwerker, den Wohnbedürfnissen eines schwäbischen Monarchen und dem mitteleuropäischen Klima zu verbinden. Als die Wilhelma 1846 eingeweiht wurde, gab es einen Festsaal, zwei Hauptgebäude mit mehreren höfischen Räumen, verschiedene Pavillons, Gewächshäuser und großzügige Parkanlagen.
Unmittelbar an den Kursaal Bad Cannstatt schließt sich der Kurpark an, der, teilweise auf steil ansteigendem Gelände gelegen, alte Baumbestände aus dem 19. Jahrhundert aufweist. Im Kurpark befindet sich die Gottlieb-Daimler-Gedächtnisstätte. Unterhalb dieser Werkstatt steht Daimlerdenkmal von Emil Kiemlen, oberhalb steht der 1894 erbaute Daimlerturm.
Mitte 2010 wurde der Travertinpark im Stadtteil Hallschlag des Bezirks Bad Cannstatt eröffnet. Neben der historischen Kranbahn finden sich über den ganzen Park verstreut Reste der ehemaligen Industriebahn. Der Park informiert über die Entstehung und Nutzung des Gesteins Travertin, das bis 2007 im integrierten Steinbruch abgebaut wurde.

#### Friedhöfe

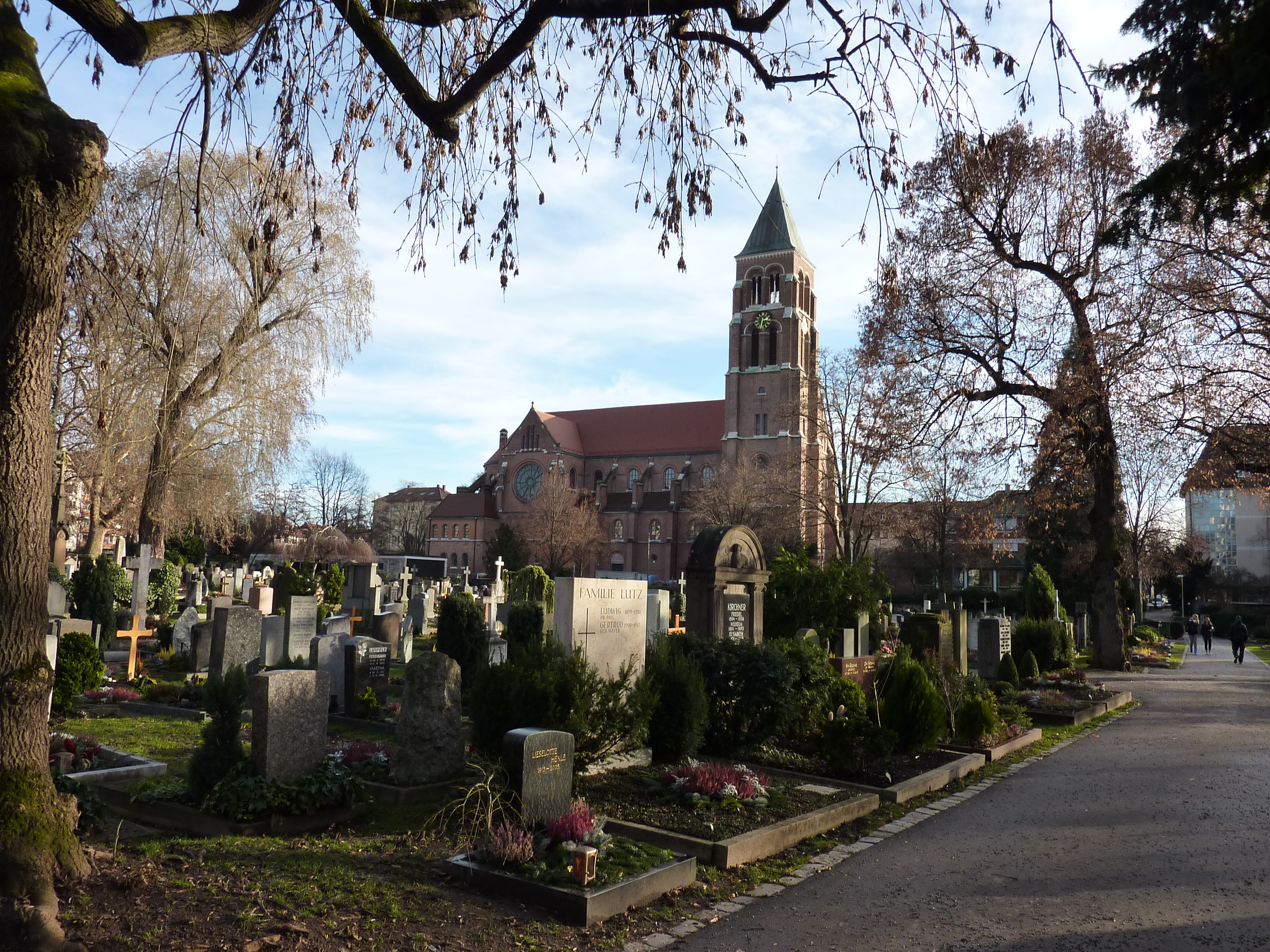
Uff-Kirchhof mit Liebfrauenkirche

Der Uff-Kirchhof in Bad Cannstatt gehört zu den ältesten Friedhöfen in Stuttgart. Er ist im achten oder neunten Jahrhundert an der Kreuzung einer römischen Straße entstanden und diente seit dem Mittelalter als Friedhof für die Gemeinde der Uffkirche. Unter anderem sind dort Gottlieb Daimler, Wilhelm Maybach und Ferdinand Freiligrath beerdigt.
Auch der Steigfriedhof im Cannstatter Stadtteil Altenburg zählt mit Einrichtung im 6. Jahrhundert zu den ältesten der Stadt Stuttgart. Er entstand aus einem fränkischen Gräberfeld. Ihre letzte Ruhestätte fanden hier unter anderem Thaddäus Troll und Helga Feddersen.
Im Bad Cannstatter Stadtteil Muckensturm liegt der 1918 eröffnete Hauptfriedhof. Er ist mit 29,6 Hektar der zweitgrößte Stuttgarter Friedhof. Seit 1944 hat er ein armenisches und seit 1985 ein muslimisches Gräberfeld. Ein großes jüdisches Gräberfeld wurde 1937/38 angelegt, da im Pragfriedhof die Plätze knapp wurden. Auf dem Hauptfriedhof befindet sich ein Ehrenfeld für 271 Opfer der Euthanasie in der NS-Zeit.

### Heilquellen und Kureinrichtungen
Bad Cannstatt hat mit mehr als 500 Litern pro Sekunde nach Budapest die zweitgrößte Mineralwasserausschüttung in Europa. Daraus ergaben sich schon früh Anwendungen als Kur- und Heilbad. Es gibt Relikte römischer Badeanlagen und ein Dokument aus dem Jahr 1377 gibt Nachricht aus dem mittelalterlichen Badebetrieb. Im Jahr 1773 wurde im Bereich des heutigen Kursaals bei einer Bohrung zur Salzgewinnung auf eine Mineralquelle gestoßen. Der Kurbetrieb erlebte seine Blütezeit von 1835 bis 1870, wurde dann jedoch durch die Industrialisierung Cannstatts abgelöst.
Von der Mineralwasserausschüttung Cannstatts sind 11 der 20 Mineralquellen heute als Heilquellen staatlich anerkannt. Sie werden im Kur- und Badebetrieb in den Mineralbädern Cannstatt, Leuze und Berg genutzt.
Die staatlich anerkannten Heilquellen sind (mit Namen und Herkunft):
Heilquellen im Mineralbad Leuze:
- Inselquelle (Oberer Muschelkalk)
- Inselquelle (Oberer Muschelkalk)
- Leuzequelle (Oberer Muschelkalk)

Heilquellen im Mineralbad Cannstatt:
- Wilhelmsbrunnen 1 (Oberer Muschelkalk)
- Wilhelmsbrunnen 2 (Unterkeuper)
- Gottlieb-Daimler-Quelle (Grenzbereich Oberer/Mittlerer Muschelkalk)
- Hofrat-Seyffer-Quelle (Buntsandstein/Perm/Kristallin)

Heilquellen im Mineralbad Berg:
- Berger Urquell, Südquelle (Oberer Muschelkalk)
- Berger Nordquelle (Oberer Muschelkalk)
- Berger Ostquelle (Unterkeuper, Oberer Muschelkalk)
- Berger Westquelle (Oberer Muschelkalk)
- Berger Mittelquelle (Unterkeuper, Oberer Muschelkalk)

Kureinrichtungen:

Kureinrichtungen befinden sich in den Mineralbädern Cannstatt, Leuze und Berg. Darüber hinaus befinden sich Brunnen im Kurpark Sulzerrain, in den Kursaal-Anlagen, im Kursaal selbst und im Zoologisch-Botanischen-Garten Wilhelma. In der Stadt befinden sich weitere Brunnen, besonders beliebt ist der Mineralwasserbrunnen an der U-Bahn-Haltestelle des Kurparks, sowie die Handpumpbrunnen mit schwefelhaltigem Wasser in den Unteren Anlagen.
Heilanwendungen:

Das Cannstatter Mineralwasser wird besonders verwendet gegen:
Herz- und Gefäßkrankheiten, funktionelle Kreislaufstörungen, degenerative Erkrankungen, Erkrankungen des rheumatischen Formenkreises, der Atemwege, des Nervensystems.
Verwendung der Trinkkuren:

Trinkkuren werden verwendet gegen Magenbluten, frische entzündliche Leber-, Gallenblasen- und Gallengangserkrankungen, Herzkrankheiten mit Neigung zu Wasseransammlungen (Ödeme).

### Veranstaltungen

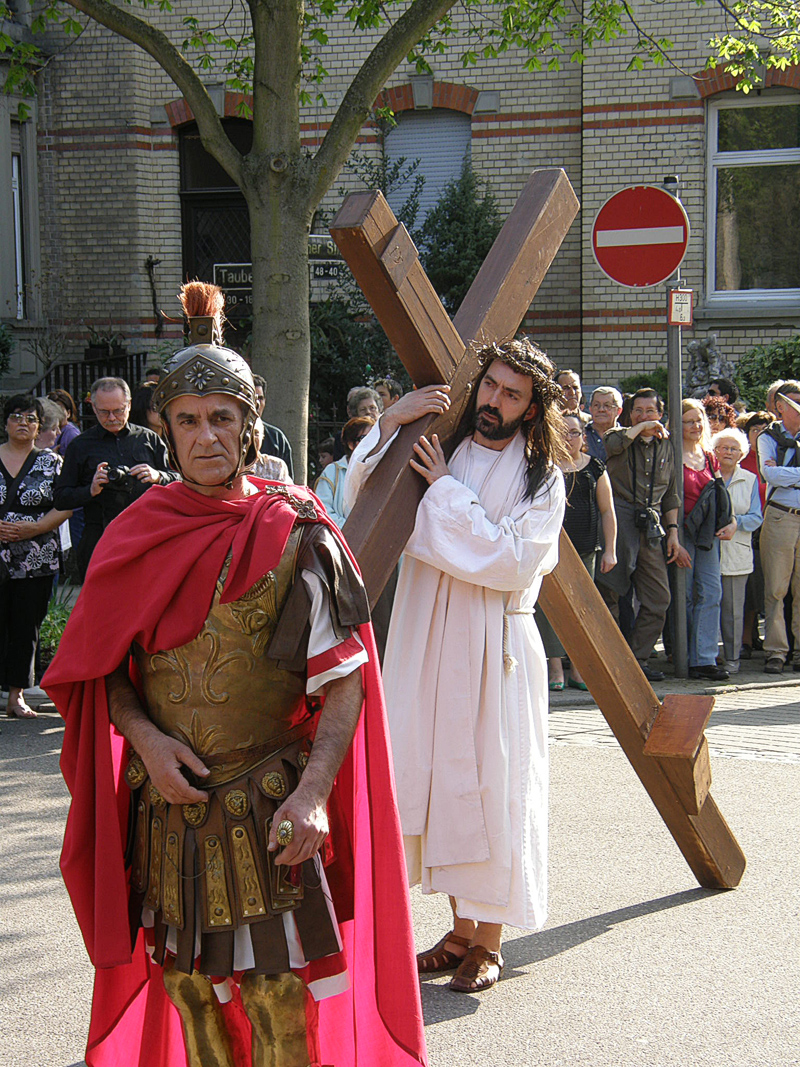
Karfreitagsprozession

Jährlich findet Mitte April bis Anfang Mai das Stuttgarter Frühlingsfest auf dem Cannstatter Wasen statt. Das Cannstatter Fischerstechen findet zweijährlich in ungeraden Jahren Ende Juli statt, Ende September bis Anfang Oktober zudem das Cannstatter Volksfest mit Volksfestumzug. Am ersten und zweiten Novembersamstag veranstaltet die Daimler AG den Motorsporttag Stars and Cars rund um die Mercedes-Benz Welt.
Jährlich organisiert die Narrenzunft Kübelesmarkt Bad Cannstatt in der Altstadt das Kübelesrennen am „Schmotzigen Donnerstag“ und das Schnurren und Schnitzelbänk am Fasnetsmontag statt. Auch das Geizigrufen gehört zur festen Fasnachtstradition. Vom 23. bis 25. Januar 2009 fand das Europäische Narrenfest in Bad Cannstatt statt. Höhepunkt war der Umzug am Sonntag, bei dem 4000 Narren aus 11 Ländern durch die Innenstadt Bad Cannstatts zogen.
Seit dem Jahre 1979 veranstalten italienische Migranten den aus Süditalien stammenden Brauch einer traditionellen Karfreitagsprozession. Tausende Italiener, Deutsche und anderen Christen ziehen vom Marktplatz durch die Straßen Bad Cannstatts zum Kurpark. Die Szenen werden zwar auf Italienisch gespielt, aber die Inhalte auf Deutsch angesagt. Mit rund 70 Laiendarstellern der italienisch-katholischen Gemeinde Stuttgarts und weiteren circa 50 freiwillige Helfern der Kirchengemeinden Liebfrauen, St. Peter und St. Rupert, sowie der Missione Cattolica Italiana, die die verschiedenen Inszenierungen unterstützen, beginnt die Prozession mit der Verurteilung Christi auf dem Marktplatz hinter der Stadtkirche. Über Lautsprecher an einem Minibus erzählen eine Männer- und eine Frauenstimme die Geschichte der Kreuzigung. In Bad Cannstatt wird in historischen Kostümen gespielt, aber die Gewaltszenen und das Blut bei der Kreuzigung ausgespart. Jesus wird nur mit einigen Bastseilen statt mit Nägeln ans Kreuz gefesselt. Mit einer Dornenkrone und dem schweren Holzkreuz, eskortiert von einer Handvoll römischen Soldaten unter der Leitung eines Zenturios, geht es durch verschiedenen Straßen Bad Cannstatts bis zum Kurpark. Auf dem Weg werden das Überreichen des Schweißtuches sowie die Hilfe von Simon von Cyrene, der hilft das schwere Kreuz zu tragen, nachgespielt. Im oberen Kurpark gipfelt die Karfreitagsprozession mit der Kreuzigungsszene, das musikalisch von Posaunenbläsern umrahmt wird. 2007 verfolgten über 7000 Gläubige dieser Prozession.

#### Veranstaltungsorte
Für kleinere Veranstaltung eignet sich der Kursaal am Rande des Kurparks. Die meisten, besonders die größeren, Veranstaltungen finden in den Einrichtungen des Neckarparks statt. Dazu zählen u. a. das Stadion des VfB Stuttgart, die MHPArena (ehemals Mercedes-Benz-Arena, Gottlieb-Daimler-Stadion und Neckarstadion), der Cannstatter Wasen, die Hanns-Martin-Schleyer-Halle, die Porsche-Arena, die Scharrena, das Carl Benz Center mit der Carl Benz Arena, die Mercedes-Benz Welt mit dem Mercedes-Benz Museum, das Haus des Sports (SpOrt Stuttgart) und das Reitstadion. Dort finden besonders sportliche Veranstaltungen, Konzerte und das bekannte Cannstatter Volksfest statt.

## Verkehr

### Straßen
Bad Cannstatt ist mit den Bundesstraßen 10 (Karlsruhe–Stuttgart–Ulm) und 14 (Nürnberg–Stuttgart–Stockach) gut in das Stuttgarter Straßensystem eingefügt. Obwohl diese Straßen um Bad Cannstatt herum verlaufen, sind viele Innerortsstraßen dennoch stark durch Kfz-Verkehr belastet.

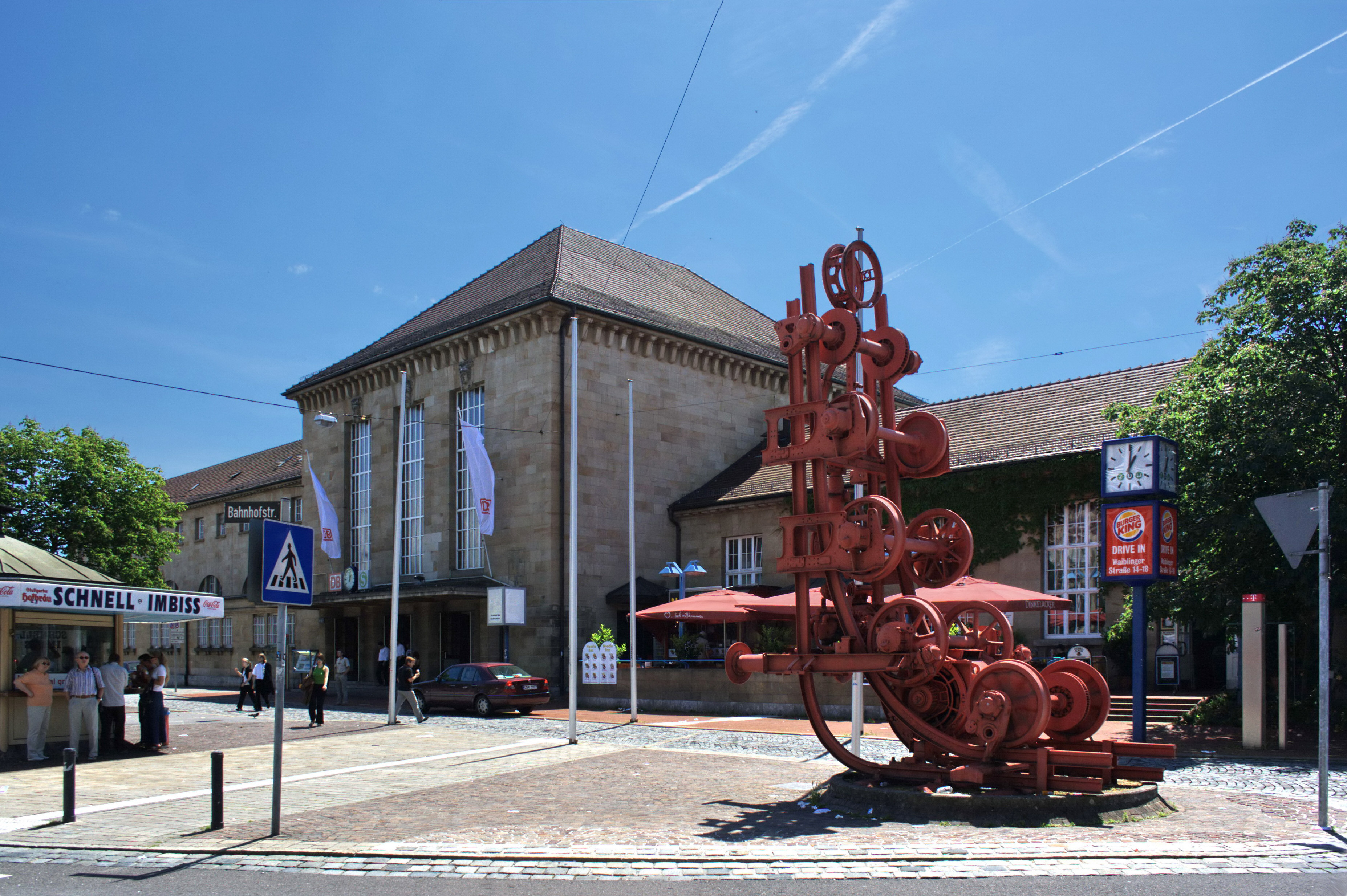
Bahnhof Stuttgart-Bad Cannstatt

### Bahnverkehr
Im Schienenverkehr spielt der Bahnhof Stuttgart-Bad Cannstatt eine große Rolle, hier trifft die Remsbahn aus Richtung Schorndorf und Aalen mit der Filstalbahn aus Richtung Plochingen und Ulm zusammen. Nicht nur der Regionalverkehr hält hier, auch der Nahverkehr mit den S-Bahnlinien S 1 (Kirchheim (Teck) – Neckarpark – Hauptbahnhof – Vaihingen – Herrenberg), S 2 (Schorndorf – Hauptbahnhof – Vaihingen – Flughafen – Filderstadt), S 3 (Backnang – Hauptbahnhof – Vaihingen – Flughafen) und die Sonderlinie S 11 (Neckarpark – Hauptbahnhof – Vaihingen – Herrenberg) im Stuttgarter S-Bahn-Netz.
Mit den Bahnhöfen Nürnberger Straße sowie Sommerrain hat Bad Cannstatt zwei weitere Haltepunkte der S-Bahn. Auf der Bahnstrecke Stuttgart-Untertürkheim – Kornwestheim befindet sich der Regionalbahnhalt Ebitzweg, ein zweiter eher unbekannter Haltepunkt.

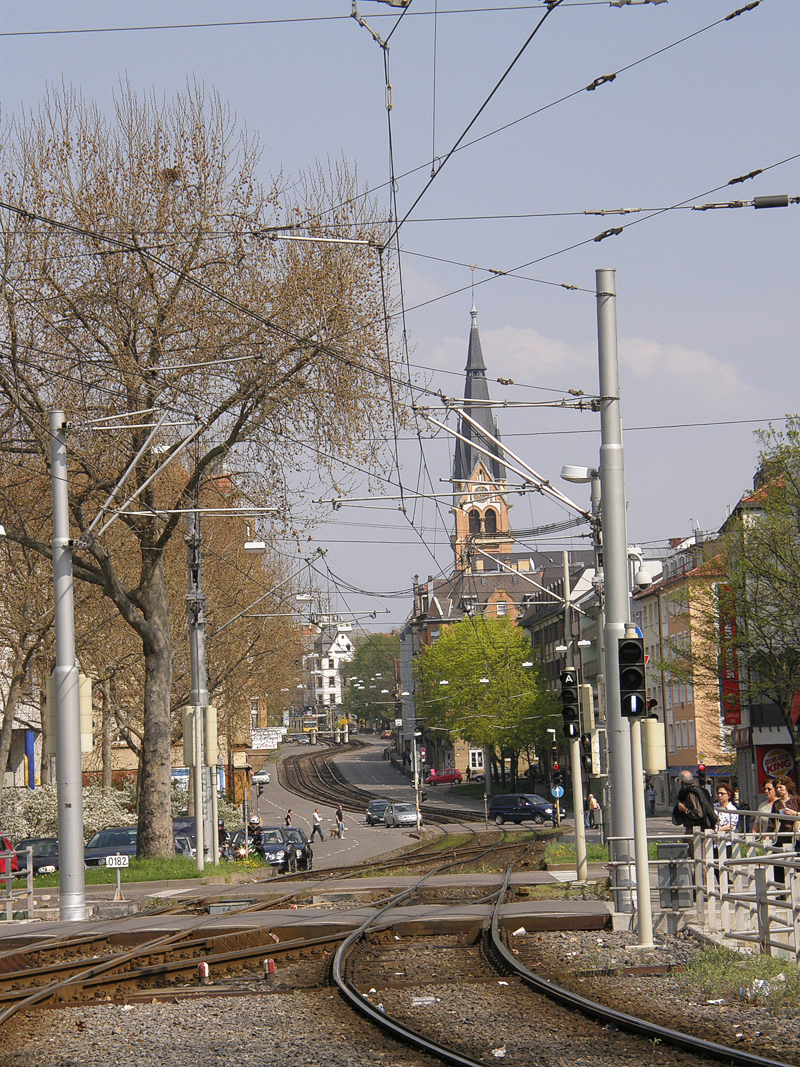
Blick auf die Stadtbahnstrecke vom Wilhelmsplatz in Richtung Uff-Kirchhof

Weiter durchqueren die Stadtbahnlinien 1, 2, 11, 12, 13, 14, 16 und 19 Bad Cannstatt oder enden dort.

### Busverkehr
In Bad Cannstatt verlaufen bzw. starten/enden folgende SSB-Buslinien.
| 45 | Buchwald – Gablenberg – NeckarPark – Bad Cannstatt Bahnhof                                                                                                  |
| 52 | (Stammheim –) Zuffenhausen – Burgholzhof – Hallschlag – Bad Cannstatt Wilhelmsplatz Im Spätverkehr (ab ca. 20 Uhr) wird die Linie bis Stammheim verlängert. |
| 54 | Freiberg – Hofen – Neugereut (– Sommerrain) In der Hauptverkehrszeit wird die Linie bis Sommerrain verlängert.                                              |
| 56 | Münster – Hallschlag – Bad Cannstatt Bahnhof – NeckarPark                                                                                                   |
| 57 | Pragsattel – Robert-Bosch-Krankenhaus – Burgholzhof |
| 58 | Schmiden – Obere Ziegelei – Sommerrain In der Hauptverkehrszeit nur bis Obere Ziegelei.                                                                     |
| X1 | Bad Cannstatt Wilhelmsplatz – Wilhelmsbau (Stadtmitte) – Hauptbahnhof – Bad Cannstatt Wilhelmsplatz Schnellbuslinie, Mo–Fr 6–20 Uhr                         |

### Radverkehr
Alltagsrouten aus dem Radnetz Baden-Württemberg verbinden Bad Cannstatt
- über das Stadtzentrum und den Stadtbezirk Vaihingen mit Böblingen,
- über Fellbach mit Waiblingen,
- über die Stadtbezirke Untertürkheim und Obertürkheim mit Esslingen,
- über den Pragsattel und die Stadtbezirke Feuerbach und Weilimdorf und über Ditzingen mit Leonberg (diese Strecke ist aber bis zum Pragsattel noch nicht durchgängig ausgeschildert) und
- am Pragsattel abzweigend über den Stadtbezirk Zuffenhausen mit Kornwestheim und Ludwigsburg.

Diese Routen entsprechen in Bad Cannstatt im Wesentlichen den Hauptradrouten (HRR) 1, 5, 6 und einem Teil der HRR 12 der Stadt Stuttgart. Es ist geplant, die Radnetz-Route nach Untertürkheim auf die HRR 7 zu verlegen („Zielnetz“), die noch nicht fertiggestellt und ausgeschildert ist. Die HRR 11 und 12 führen am Neckar entlang. Für die Zukunft sind Radschnellverbindungen vom Stadtzentrum über Bad Cannstatt nach Esslingen, Waiblingen und Remseck vorgesehen.
Zudem sind Hauptradrouten zweiter Ordnung vorgesehen:
- Von der Ortsmitte über Sommerrain in den nördlichen Teil Fellbachs (HRR 32)
- Von der Ortsmitte nordöstlich der Bahngleise nach Untertürkheim (HRR 33)
- eine Querverbindung zwischen diesen beiden Routen (HRR 34)

Der Neckartal-Radweg führt als Landes-Radfernweg von Esslingen kommend durch Bad Cannstatt, passiert dann die Stadtbezirke Münster und Mühlhausen und verlässt das Stuttgarter Stadtgebiet in Richtung Remseck und Marbach.
Außerdem führt der Württemberger Weinradweg durch Bad Cannstatt. Er verläuft von Rottenburg am Neckar nach Niederstetten und führt dabei von Fellbach kommend über Sommerrain zum Neckar und folgt bis Marbach dem Neckartal-Radweg.
Als weitere Freizeitroute führt die beschilderte Rundstrecke Radel-Thon durch Bad Cannstatt. Sie verläuft von Obertürkheim kommend durch das Neckartal und zweigt in Mühlhausen ins Feuerbacher Tal ab Richtung Zazenhausen.
Im Sommerhalbjahr ist an Sonn- und Feiertagen die Außerortsstrecke Hofener Straße – Wagrainstraße zwischen Bad Cannstatt und Hofen weitgehend autofrei mit den Zielen, dass hier jeweils auch Familien unbeschwert Radfahren können und dass die Fußgänger den sonst für den Radverkehr freigegebenen Gehweg für sich haben.

## Persönlichkeiten

### Söhne und Töchter von Cannstatt

#### In Cannstatt geborene Persönlichkeiten
- 1501, Caspar Rudolph,  † 23. August 1561 in Marburg, Philosoph, Schulmann und Hochschullehrer
- 1516, 18. Februar, Kilian Vogler, † 16. März 1585 in Tübingen, Philosoph, Jurist, Hofgerichtsassessor, Professor und Rektor der Universität Tübingen
- 1610, 11. Februar, Salomon Idler, † 17. März 1670 in Augsburg, gescheiterter Flugpionier
- 1687, 7. März, Georg Konrad Rieger, † 16. April 1743 in Stuttgart, pietistischer Geistlicher
- 1693, 23. Januar, Georg Bernhard Bilfinger, † 18. Januar 1750 in Stuttgart, württembergischer Philosoph, Baumeister, Mathematiker und Theologe
- 1736, 19. Juni, Christian Friedrich Rösler, † 20. März 1821 in Tübingen, Historiker, Geistlicher und Hochschullehrer
- 1742, 28. Oktober, Christian Friedrich von Schnurrer, † 10. November 1822 in Stuttgart, Theologe, Kanzler der Universität Tübingen
- 1759, 6. März, Immanuel Gottlieb Elwert, † 27. November 1811, Arzt und Freund Schillers
- 1770, 4. März, Christian Zais, † 26. April 1820 in Wiesbaden, klassizistischer Architekt und Städtebauer
- 1772, 12. Dezember, Wilhelm Zais, † 5. Juni 1840 in Cannstatt, Fabrikant, Stadtrat in Cannstatt und Landtagsabgeordneter
- 1787, 14. November, Jakob Linckh, † 4. April 1841 in Stuttgart, Maler und Archäologe
- 1791, 11. Dezember, Gottlieb Friedrich von Stump, † 9. Mai 1849 in Cappel, Landtagsabgeordneter, Oberamtmann in Aalen, Künzelsau, Ludwigsburg und Esslingen
- 1794, 22. August, Karl Friedrich Jaeger, † 28. November 1842 in Münchingen, Pfarrer in Bürg am Kocher
- 1794, 3. Juli, Eberhard Friedrich Walcker, † 2. Oktober 1872 in Ludwigsburg, Orgelbauer
- 1838, 26. April, Carl Wilhelm von Heine, † 9. September 1877 in Cannstatt, Mediziner, Chirurg und Präsident der deutschen Ärzteschaft in Prag
- 1841, 6. März, Emy Gordon, † 2. Februar 1909 in Würzburg, Autorin, Übersetzerin und Funktionärin der katholischen Frauenbewegung
- 1843, 30. August, Friedrich Dürr, † 14. Oktober 1926 in Heilbronn, Pädagoge und Geschichtsforscher
- 1846, 7. Oktober, Charles Rasp, † 22. Mai 1907 in Adelaide/South Australia, deutsch-australischer Bergbauunternehmer
- 1853, 19. Februar, Frida von Kronoff, † 30. November 1929 in Cannstatt, Schriftstellerin
- 1857, 4. Juli, Heinrich von Kraut, † 31. August 1935 in Heiligenberg, Jurist und Politiker (Württembergische Bürgerpartei, DNVP)
- 1858, 8. Februar, Pauline Koch, † 20. Februar 1920 in Berlin, Mutter Albert Einsteins. Sie heiratete am 8. August 1876 in der Cannstatter Synagoge Hermann Einstein (1847–1902).
- 1861, 14. März, Rudolf Krauß, † 25. September 1945 in Stuttgart, Literaturwissenschaftler und Geheimer Archivrat
- 1862, 23. November, Sigmund Lindauer, † 12. Oktober 1935 in Cannstadt, Textilunternehmer und Erfinder
- 1864, 3. November, Gustav Hartenstein,  † 3. Dezember 1926 in Ludwigsburg, Jurist, Landtagsabgeordneter und Oberbürgermeister von Ludwigsburg
- 1866, 11. November, Johanna Koch, † 8. Juli 1951 in Stuttgart, Malerin und Bildhauerin
- 1868, 18. August, Hermann von Brandenstein, † 24. Dezember 1942 in Magdeburg, General
- 1869, 15. Januar, Emil Kiemlen, † 15. August 1956 in Stuttgart, Bildhauer zahlreicher Denkmale und Brunnen in Stuttgart
- 1873, 12. Juni, Julius Rudolf Obermiller, † 6. April 1930 in Berlin, technischer Chemiker
- 1877, 6. April, Carl Kaelble, † 22. November 1957 in Backnang, Ingenieur und Unternehmer
- 1878, 17. Januar, Ernst Mäulen, † 27. Oktober 1948 in Stuttgart, Verwaltungsbeamter
- 1878, 28. März, Carl Theodor Unger, † 4. Januar 1929 in Nürnberg, Theosoph, Anthroposoph und Autor anthroposophischer Werke
- 1878, 10. Dezember, Manfred Straus, gest. März 1942 in Riga, Unternehmer und jüdisches Opfer des Nationalsozialismus
- 1879, 23. September, Ernst Reichle, † 10. September 1948 in Geislingen an der Steige, württembergischer Landtagsabgeordneter
- 1880, 28. Juni, Georg Stahl, † 17. Oktober 1974 in Stuttgart, Architekt
- 1882, 14. Januar, Ernst Stahl, † 14. Juli 1957 in Düsseldorf, Architekt
- 1883, 15. März, Lucian Bernhard, eigentlich Emil Kahn, † 29. Mai 1972 in New York City, Designer der Neuen Sachlichkeit, Typograf, Architekt
- 1883, 11. Dezember, Edwin Hoernle, † 21. Juli 1952 in Bad Liebenstein, kommunistischer Politiker, Pädagoge und Schriftsteller
- 1884, 13. Januar, Elisabeth Oehler-Heimerdinger, † 30. März 1955 in Erdmannhausen, Missionarin und Schriftstellerin
- 1884, 16. August, Hanna Henning, † 12. Januar 1925 in Berlin, Drehbuchautorin, Filmregisseurin und Filmproduzentin
- 1885, 7. April, August Reitz, † 21. Februar 1969 in Berlin, deutscher Gewerkschafter
- 1885, 26. Juli, Gertrud Berlin, geborene Straus, † 26. November 1941 in Berlin, Unternehmergattin und verfolgte Jüdin
- 1885, 19. November, Cäsar Hirsch, † 14. Mai 1940 in Seattle, Mediziner, Fachautor und Emigrant
- 1889, 26. Februar, Otto Riethmüller, † 19. November 1938 in Berlin, Pfarrer und Herausgeber von Liederbüchern, Dichter (Lied: „Herr wir stehen Hand in Hand“) und Liedbearbeiter („Sonne der Gerechtigkeit“)
- 1889, 8. Dezember, Leopold Marx, † 25. Januar 1983 in Shavej Zion, Israel, Fabrikant, Chawer und Literat (Gedichtbände, Roman „Franz und Elisabeth“, „Mein Sohn Erich Jehoschua“) mit bedeutender Rolle als schwäbisch-jüdischer und deutsch-israelischer Schriftsteller
- 1890, 5. Februar, Carl Siber, † nicht ermittelt, Schriftsteller
- 1890, 26. März, Paul Ellmar, † 24. August 1963 in Hamburg, Schauspieler, Hörspielsprecher, Theaterleiter und Bühnenautor
- 1890, 11. Juli, Fritz Elsas, † 4. Januar 1945 im Konzentrationslager Sachsenhausen, Politiker und Widerstandskämpfer
- 1891, 18. Februar, Emil Schmid, † 11. Juni 1982 in Marin-Epagnier, Botaniker und Hochschullehrer
- 1892, 10. März, Hermann Reihling, † 1. August 1949 in Göppingen, Verwaltungsjurist, Oberbürgermeister von Geislingen an der Steige
- 1892, 21. März, Richard Franck; † 12. Februar 1952 in Weinsberg, Jurist
- 1892, 19. August, Otto Fahr, † 28. Februar 1969 in Bad Cannstatt, Schwimmer und Unternehmer
- 1893, 18. April, Karl Epple, † 8. Januar 1961 in Schruns, Vorarlberg, Fuhr- und Tiefbauunternehmer („Kies-Epple“)
- 1894, 20. März, Hermine Sterler, † 25. Mai 1982 in Stuttgart, Schauspielerin
- 1894, 25. Januar, Karl Hartenstein, † 1. Oktober 1952 in Stuttgart, prägte die evangelische Mission des 20. Jahrhunderts als Missionsinspektor der Basler Mission und Mitglied des Internationalen Missionsrates.
- 1898, 1. November Walter Scherff, † 24. Mai 1945 in Saalfelden am Steinernen Meer (Österreich), Offizier und Militärhistoriker
- 1900, 3. Februar, Kurt Löhner, † 11. August 1978 in Braunschweig, Maschinenbauingenieur und Rektor der Technischen Hochschule Braunschweig
- 1900, 15. März, Fritz Walter, † 5. Januar 1981, langjähriger Präsident des VfB Stuttgart
- 1900, 17. September, Otto Lautenschlager, † 5. Februar 1987 in Aichwald, Schriftsteller und Lyriker
- 1901, 27. März, Alfred Kärcher, † 17. September 1959 in Winnenden, Ingenieur und Unternehmer
- 1901, 15. Dezember, Fritz Rosenfelder, † 6. April 1933 in Cannstatt, Kaufmann und Sportler
- 1903, 26. Januar, Richard Schauffele, † 5. Februar 1983 in Stuttgart, Leichtathlet, Fußballspieler, Sportfunktionär und Politiker
- 1903, 12. März, Marianne Maurer, † 2. August 1995 in Stuttgart, Politikerin (CDU), Landtagsabgeordnete
- 1903, 23. Mai, Curt Hasenpflug, † April 1945 in Dessau, Jazz- und Unterhaltungsmusiker

#### In Stuttgart-Cannstatt geborene Persönlichkeiten
- 1906, 8. April, Otto Lutz, † 2. Mai 1974 in Braunschweig, Ingenieur, Hochschullehrer, Triebwerkskonstrukteur und Unternehmer
- 1907, 18. Februar, Max Grünbeck, † 29. Februar 1984 in Friedrichshafen, 1949 bis 1951 Bürgermeister, dann bis 1977 Oberbürgermeister der Stadt Friedrichshafen,
- 1907, 27. Oktober, Willi Bleicher, † 23. Juni 1981 in Stuttgart, Gewerkschaftsführer.
- 1909, 28. März, Christian Oehler, † 7. November 1986 in Netstal, Maler, Zeichner, Lithograph, Holzschneider und Glasmaler
- 1909, 6. April, Hermann Lang, † 19. Oktober 1987 in Bad Cannstatt, Rennfahrer
- 1912, 9. April, Franz Seybold, † 22. September 1978, Fußballspieler und -trainer
- 1912, 20. Juni, Heinz Dürrbeck, † 21. November 2001 in Budapest, von 1954 bis 1977 geschäftsführendes Vorstandsmitglied der IG Metall
- 1914, 18. März, Hans Bayer (Pseudonym: Thaddäus Troll), † 5. Juli 1980 in Stuttgart, Schriftsteller
- 1917, 15. Juni, Karl Steinbuch, † 4. Juni 2005, Kybernetiker, Nachrichtentechniker und Informationstheoretiker
- 1917, 1. Dezember, Gerd Schmückle, † 28. Mai 2013 in München, General
- 1920, 15. Januar, Lore Doerr-Niessner, † 12. Oktober 1983 in Hardt, Malerin und Bildhauerin
- 1921, 21. November, Agathe Baumann, † 19. Januar 2013 in Stuttgart, Malerin, Grafikerin und Textilgrafikerin
- 1924, 14. Januar, Grit Bauer-Revellio, † 28. August 2013 in Stuttgart, Architektin
- 1924, 6. Juni, Werner Käß, Geologe
- 1925, 3. Dezember, Joachim Schröder, † 5. Mai 1989, Mediziner und Politiker (SPD)
- 1930, 24. September, Willy Seiler, † 10. Juni 1988 vermutlich in Hildrizhausen, Schauspieler, Sänger und Moderator
- 1930, 11. Juni, Gerlinde Beck, † 19. Februar 2006 in Mühlacker-Großglattbach, Bildhauerin und Malerin
- 1931, 26. Januar, Kurt Geibel, Professor für organische Chemie an der Friedrich-Alexander-Universität Erlangen-Nürnberg
- 1931, 30. Juni, Gerda Herrmann, † 15. April 2021, Komponistin und Dichterin
- 1932, 26. Februar, Elisabeth Nill, Politikerin (SPD), Landtagsabgeordnete

#### In Stuttgart-Bad Cannstatt geborene Persönlichkeiten
- 1934, 18. September, Ulrich Weber, † 23. Dezember 2013, Rechtswissenschaftler und Hochschullehrer
- 1934, 24. September, Manfred Wörner, † 13. August 1994 in Brüssel, Politiker und Bundesminister der Verteidigung und NATO-Generalsekretär
- 1936, 2. Juni, Karlheinz Krauth, † 9. Oktober 2020 in Stuttgart-Degerloch, Bauingenieur, Professor der Universität Stuttgart
- 1936, 10. Oktober, Gerhard Ertl, deutscher Wissenschaftler, Träger des Chemie-Nobelpreises 2007
- 1939, 30. Dezember, Siegfried Dangelmayr, † 9. April 2021 in Gönningen, Philosoph und Bibliothekar
- 1940, 31. Januar, Roland Haug, † 13. Januar 2021 in Fellbach, Journalist, Autor und Osteuropa-Korrespondent beim SDR
- 1941, Wolfgang Lämmle, † 27. Februar 2019 in Australien, Künstler und Kunstfälscher
- 1941, 12. September, Edgar Kurz, Unternehmer, Präsident der Stuttgarter Kickers
- 1941, 6. Dezember, Wolfgang Maria Ohlhäuser, Maler
- 1942, 1. März, Hartmann Reim, Prähistorischer Archäologe
- 1943, 17. November, Ulrich Bez, Unternehmer und Ingenieur, Geschäftsführer von Aston Martin
- 1952, Jürgen Lämmle, politischer Beamter (SPD)
- 1952, 4. April, Klaus Franz, deutscher Gewerkschafter, Gesamtbetriebsratsvorsitzender
- 1953, 11. Januar, Werner Betz, deutscher Bahnradsportler
- 1953, 8. März, Jochen Kübler, Politiker der CDU und 2001–2011 Mitglied des Landtages von Baden-Württemberg
- 1953, 31. März, Erich Schmeckenbecher, Musiker, Sänger und Liedermacher (Zupfgeigenhansel)
- 1953, 2. Juli, Karl-Heinz Witzko, Schriftsteller
- 1953, 11. Juli, Roland Kübler, Schriftsteller
- 1953, 28. Oktober, Thomas Halder, politischer Beamter (CDU)
- 1954, 29. September, Heinz Betz, Radrennfahrer
- 1955, 10. Februar, Bernd Martin, † 2. Dezember 2018, deutscher Fußballnationalspieler
- 1955, 9. Mai, Eckhard J. Schnabel, evangelikaler Theologe, Autor und Hochschullehrer
- 1955, 4. November, Andrea Bogner-Unden, Politikerin (Grüne), seit 2016 Abgeordnete im Landtag von Baden-Württemberg
- 1955, 5. August, Gunter Haug, deutscher Schriftsteller und Journalist
- 1956, 17. Juli, Roland Schmid, Politiker der CDU und 1996–2001 Mitglied des Landtages von Baden-Württemberg
- 1956, 16. September, Peter Stellwag, Tischtennisspieler
- 1957, 19. Februar, Rainer Wieland, Politiker der CDU und einer der 14 Vizepräsidenten des Europäischen Parlaments
- 1958, 17. Juli, Christoph Fromm, Drehbuchautor und Autor
- 1960, 15. September, Daniel Hohrath, Militärhistoriker
- 1960, 29. September, Heinrich Fiechtner, Mediziner, Landtagsabgeordneter in Baden-Württemberg
- 1961, 4. Februar, Eckart Lange, Landschaftsplaner und Hochschullehrer
- 1962, Ulrike Freitag, Historikerin, Islamwissenschaftlerin, Hochschullehrerin
- 1962, 10. August Ingo Autenrieth, Mediziner, Professor für medizinische Mikrobiologie und Hygiene
- 1963, 20. Juli, Johannes Schaefer, Sänger, Schauspieler, Sprecher, Regisseur und Gesangslehrer
- 1963, 4. August, Konrad Epple Politiker (CDU), Landtagsabgeordneter
- 1963, 26. August, Paul Tietze, Jazzmusiker und Arrangeur
- 1964, 2. März, Michael Sommer, Ultramarathonläufer
- 1964, 28. November, Susanne Eisenmann, Ministerin für Kultus, Jugend und Sport des Landes Baden-Württemberg
- 1965, 20. Mai, Michael Föll, CDU-Politiker und 2006–2008 Mitglied des Landtages von Baden-Württemberg
- 1965, 25. Juli, Tilman Pfau, Physiker und Hochschullehrer
- 1966, Jörg Seiler, Kirchenhistoriker
- 1966, 20. Februar, Katrin Steinhülb-Joos, Landtagsabgeordnete
- 1966, 20. Juni, Susanne Uhl, Hamburger Politikerin (Grün-Alternativen Liste (GAL), Regenbogen)
- 1967, 7. Februar, Eberhard Trautner, Fußballspieler
- 1967, 6. März, Dietmar Haaf, Leichtathlet
- 1967, 11. April, Klaus Michael Rückert, Politiker der CDU, Landrat des Landkreises Freudenstadt
- 1967, 19. Juli, Eva Schumann, Rechtswissenschaftlerin
- 1967, 7. September, Natalia Wörner, Schauspielerin
- 1968, 28. Januar, Stephan Geiger, Kunsthistoriker, Kurator, Galerist und Autor
- 1968, 26. Februar, Heike Gfrereis, Literaturwissenschaftlerin und Kuratorin
- 1968, 7. Dezember, Andreas Schüle, evangelischer Theologe und Altorientalist
- 1971, Sebastian Gairhos, Archäologe
- 1976, 25. September, Kai-Markus Müller, Neurowissenschaftler und Hochschullehrer
- 1979, 6. Oktober, Oliver Barth, Fußballspieler
- 1980, 13. Juni, Markus Winkelhock, Rennfahrer (Formel-1-Freitagsfahrer)
- 1981, 14. Januar, Maren Baumbach, Handballspielerin
- 1981, 6. April, Özcan Coşar, deutsch-türkischer Comedian, Kabarettist, Moderator und Schauspieler
- 1984, 21. Juli, Ralf Böhringer, Ringer
- 1985, 4. Dezember, Alexandra Staib, Schauspielerin
- 1988, 29. Februar, Michael Schick, Fußballspieler
- 1990, 29. September, Clemens Bleistein, Leichtathlet
- 1992, 17. April, Jan Forstbauer, Handballspieler
- 1995, 9. Januar, Grischa Prömel, Fußballspieler
- 1996, 6. März, Timo Werner, Fußballspieler
- 1997, 9. Februar, Lea Gruber, Handballspielerin
- 1997, 25. April,  Vanessa Nagler, Handballspielerin
- 2001, 3. September, Luke Hoß, Politiker (Die Linke)

### Ehrenbürger
- 1818: Karl Friedrich Sick, Hofrat (1780–1837)
- 1822: Franz Xaver Freiherr Hugo von Spitzemberg, Oberstkammerherr, Generalleutnant und Hofjägermeister (1781–1864)
- 1822: Johann Gottlob Christoph von Seeger, Oberamtmann und Stadtrichter (1767–1835)
- 1830: Josef (von) Dalbenden, Oberstleutnant und Kammerherr (1792–1844)
- 1830: Jakob von Heine. Dr., Geh. Hofrat, Mitbegründer der Orthopädie und Entdecker der spinalen Kinderlähmung (1800–1879)
- 1830: Henriette Heine, geb. Camerer (1807–1874)
- 1831: Gotthold Karl Georg von Ströhlin, Oberamtmann und Stadtdirektor (1791–1858)
- 1843: Elisabeth Freifrau Hugo von Spitzemberg geb. Freiin von Massenbach (1803–1857) und ihre vier Söhne, die Freiherren:
  - Wilhelm Hugo von Spitzemberg, General (1825–1888)
  - Karl Hugo von Spitzemberg, Kammerherr, Staatsrat (1826–1880)
  - Alfred Hugo von Spitzemberg (1830–1848)
  - Franz Hugo von Spitzemberg, Premierleutnant (1841–1871)
- 1845 Karl Baron von Vauthier-Bailliamont, K. K. Kämmerer, Hauptmann (1778–1856)
- um 1845: Emil Freiherr von Maucler, Oberstkammerherr, Oberhofratspräsident und Staatsrat (1809–1870)
- um 1845: Julius Freiherr von Maucler, Kammerherr und Legationsrat (1811–1850)
- 1854: Wilhelm Graf von Taubenheim, Kammerherr und Oberst-Stallmeister (1805–1894)
- 1856: Albert von Veiel, Dr., Oberamtsarzt und Geh. Hofrat (1806–1874)
- 1879: Ernst Ezechiel Pfeiffer, Geheimer Hofrat (1831–1904)
- 1881: Karl Wilhelm Sutorius, Kaufmann (1831–1901)
- 1888: Karl (von) Burckhardt, Dr., Hofrat und Badearzt (1818–1888)
- 1893: Rudolf (von) Vellnagel, Bankier, Geh. Hofrat und Niederländischer Generalkonsul (1840–1918)
- 1893: Karl von Schmid, Staatsminister des Innern (1832–1893)
- 1893: Karl von Leibbrand, Präsident (1839–1898)
- 1905: Oskar von Nast, letzter Oberbürgermeister der Stadt Cannstatt (1849–1907)

### Prominente Bewohner
Hier folgt eine kleine Übersicht von prominenten Personen, die in Cannstatt gelebt und gewirkt haben beziehungsweise in Bad Cannstatt leben und wirken, die jedoch nicht hier geboren sind.
- Der Lyriker Hermann Ferdinand Freiligrath (* 17. Juni 1810 in Detmold) starb am 18. März 1876 in Cannstatt (Freiligrath-Denkmal im Uff-Kirchhof).
- Wilhelm Ganzhorn (* 1818 in Böblingen) starb 1880 in Cannstatt (Uff-Kirchhof). Er war Jurist sowie Oberamtsrichter in Cannstatt und wurde bekannt als Autor des Volksliedes Im schönsten Wiesengrunde.
- Der Industrielle Gottlieb Daimler (* 17. März 1834 in Schorndorf), Gründer der Daimler-Motoren-Gesellschaft, starb am 6. März 1900 in Cannstatt.
- Wilhelm Blos, erster Staatspräsident des republikanischen Württemberg (* 5. Oktober 1849 in Wertheim), starb in Cannstatt am 6. Juli 1927, begraben auf dem Pragfriedhof.
- Der Autokonstrukteur Wilhelm Maybach (* 9. Februar 1846 in Heilbronn) starb am 29. Dezember 1929 in Cannstatt.
- Der Schriftsteller Hermann Hesse, einer der bedeutendsten deutschen Autoren, lebte vom 7. November 1892 bis 18. Oktober 1893 in Cannstatt, wo er das Gymnasium besuchte.
- Henriette von Seckendorff-Gutend; gestorben am 25. Juni 1878 in Cannstatt, Gründerin der Villa Seckendorff zur geistlichen als auch körperlichen Fürsorge und Begleitung von somatisch und psychisch kranken Menschen.
- Engelbert Wittich (* 18. April 1878 in Lützenhardt; † 4. März 1937 in Bad Cannstatt) war ein Schriftsteller. Mit seiner Kasperl-Wanderbühne gastierte er verschiedene Male auf dem Cannstatter Wasen, bevor er sich in Cannstatt niederließ. Hier widmete er sich ganz der Schriftstellerei und der Sammlung von Kulturgut der Jenischen und Sinti.
- Philipp Rupprecht lebte lange Jahre in Bad Cannstatt in der Teinacher Straße.
- Der ehemalige VfB-Manager Fredi Bobic lebt (wie bereits zu seiner Zeit als aktiver VfB-Profi) in Bad Cannstatt.
- Der Schriftsteller Reinhard Gröper (Pseudonym für Egbert-Hans Müller), * 1929 in Bunzlau/Schlesien, lebte von 1938 bis 1959 in Bad Cannstatt; er besuchte das Johannes-Kepler-Gymnasium.
- Der Maler und Bauhaus-Meister Oskar Schlemmer (* 1888 in Stuttgart, † 1943 in Baden-Baden) lebte von 1921 bis 1922 in der König-Karl-Straße 17.
- August Egbert von Derschau (* 25. August 1845 in Lüneburg; † 12. Juni 1883 in Dresden), deutscher Jurist und Romanschriftsteller, lebte von 1874 bis 1882 in Cannstatt. Hier entstand sein schriftstellerisches Werk.
- Die Übersetzerin Margarethe Jacobi (1840–1910) lebte von 1866 bis zu ihrem Tod in Cannstatt in der Wildbader Straße
- Lenore Volz (* 16. März 1913 in Waiblingen; † 26. September 2009 in Stuttgart), eine der ersten evangelischen Pfarrerinnen Württembergs.
- Oswald Rathfelder (1922–2011), Naturwissenschaftler, Botaniker und Naturschützer
- Martin Zehetgruber (* 1961 in der Steiermark), österreichischer Bühnenbildner.
- Kostas Koufogiorgos (* 1972 in Arta, Griechenland), politischer Karikaturist, lebt seit 2011 in Bad Cannstatt[25]
- Eugenie von Soden (Schriftstellerin, Frauenrechtlerin) lebte von 1892 bis 1913 in Cannstatt.[26]